# Arquitectura de la Antigua Roma

El Anfiteatro Flavio, más conocido como Coliseo (Colosseum) de Roma, una de las obras de arquitectura romana más conocidas.

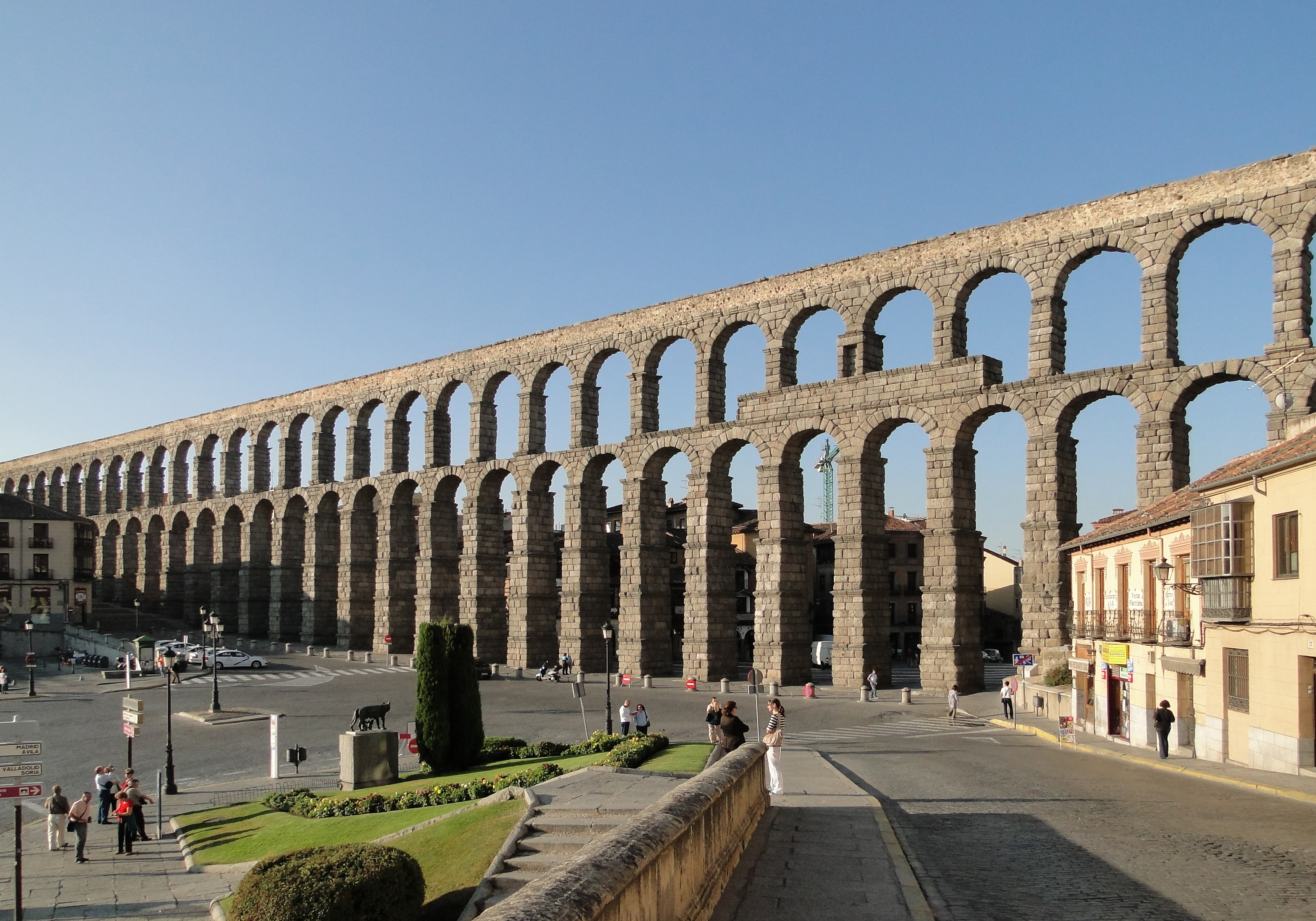
Acueducto de Segovia, uno de los acueductos romanos mejor conservados en la actualidad

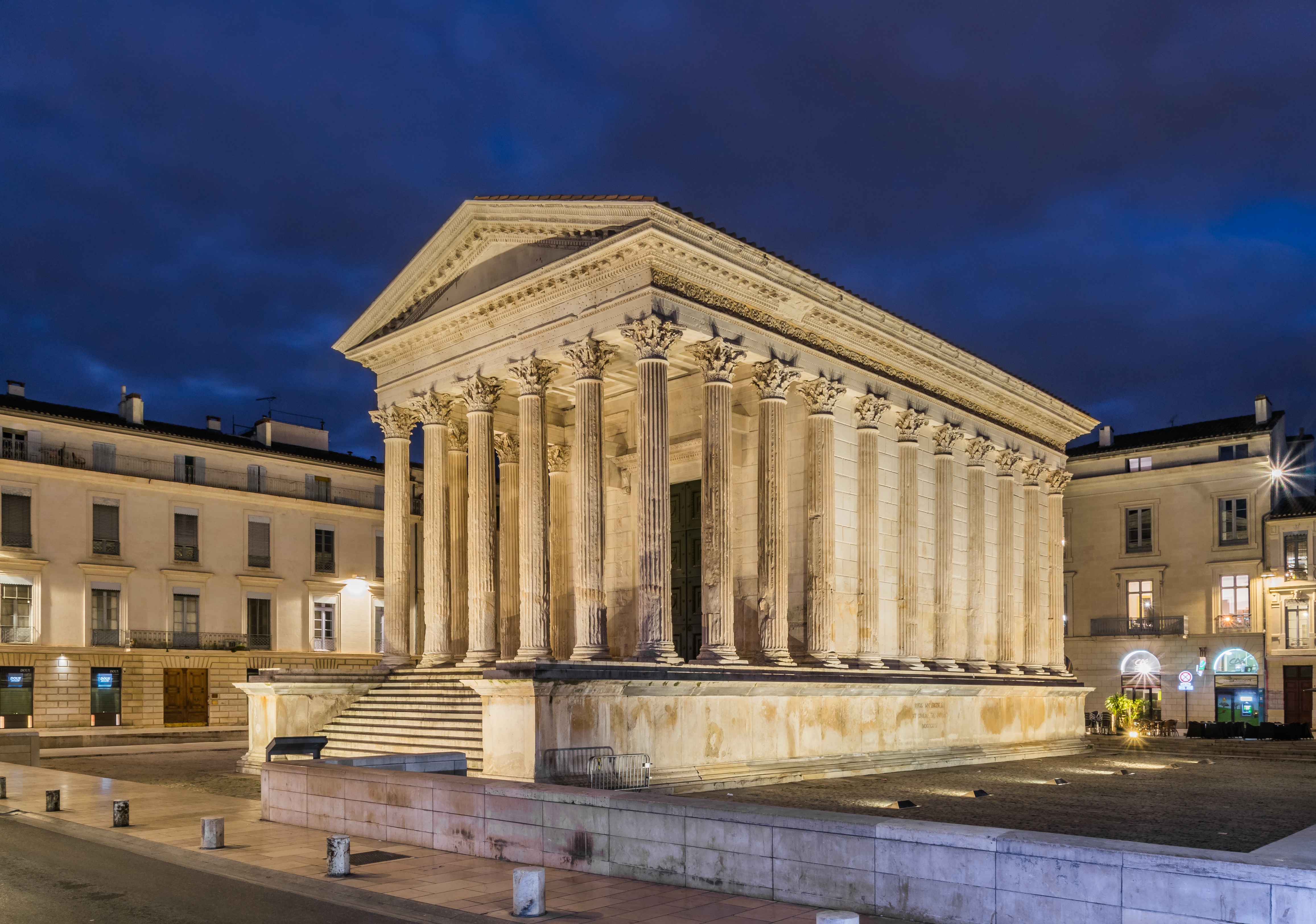
La Maison Carrée, templo romano consagrado al culto imperial en la ciudad francesa de Nimes

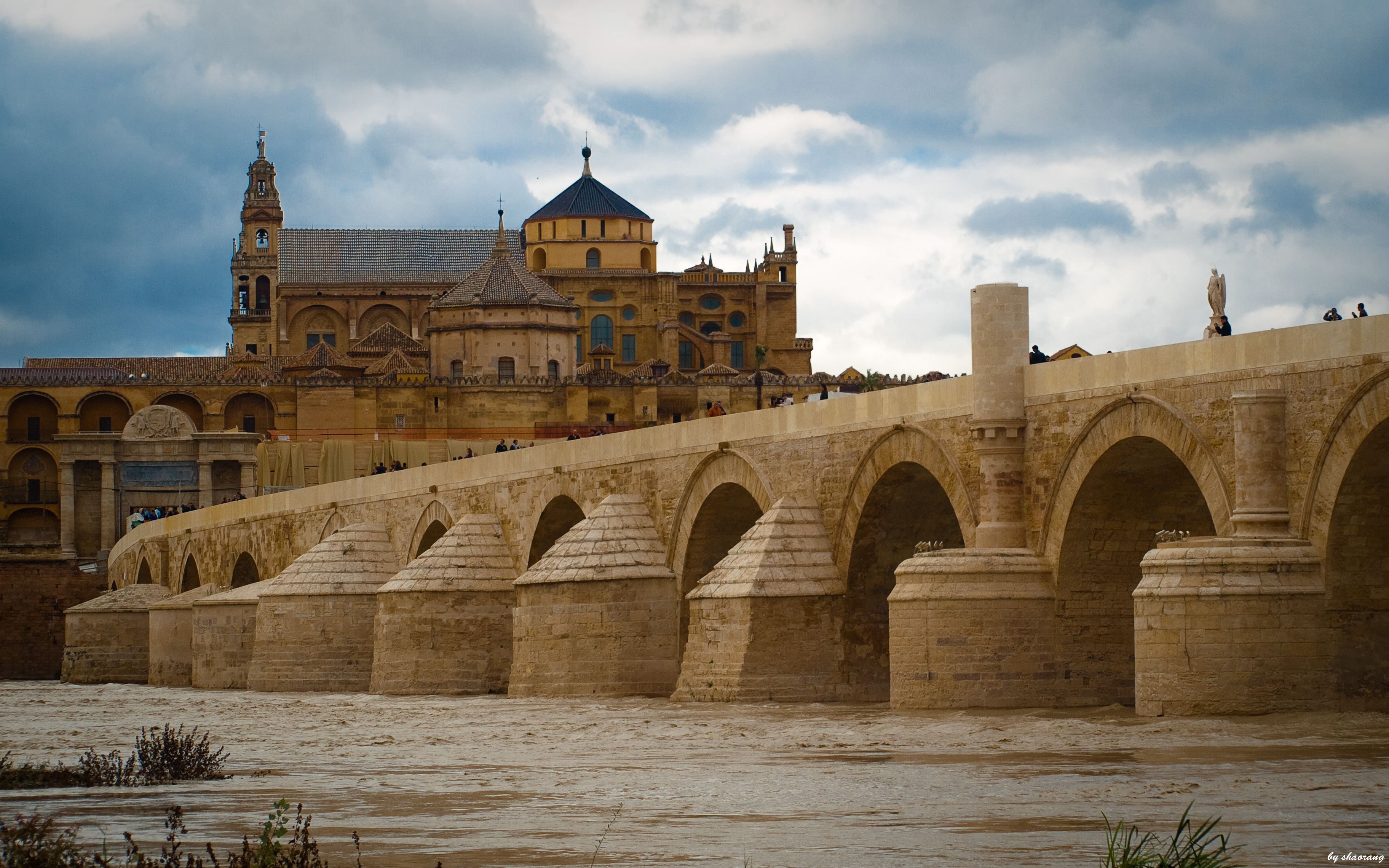
Puente romano de Córdoba (España)

La arquitectura de la Antigua Roma (en latín, Architectura Romana [antiquitas])  es probablemente uno de los testimonios más significativos de la cultura romana. Se caracteriza por haber adoptado el lenguaje externo de la arquitectura griega clásica, a la que le agregó varias innovaciones originales.  Los dos estilos a menudo se consideran un cuerpo, lo que se conoce como arquitectura clásica. La arquitectura romana floreció en la República romana y más aún bajo el Imperio, cuando se construyó la gran mayoría de los edificios supervivientes. Usó nuevos materiales, particularmente el hormigón romano, y tecnologías como el arco de medio punto, la arcada, la bóveda y la cúpula para hacer edificios que normalmente eran fuertes y bien diseñados.
La arquitectura romana abarca el período comprendido entre el establecimiento de la República romana en el año 509 a. C. hasta aproximadamente el siglo IV d. C., después de lo cual hace presencia la arquitectura tardía antigua o bizantina. Casi ningún ejemplo sustancial sobrevive desde antes del año V a. C., y la mayoría de las supervivencias más importantes provienen del Imperio posterior, después de aproximadamente el año C d. C. El estilo arquitectónico romano siguió influyendo en la construcción durante muchos siglos, y el estilo utilizado en Europa occidental a partir del año 1000 se llama arquitectura románica en referencia a la dependencia de las formas romanas básicas de aquel tiempo. 
Los romanos comenzaron a lograr una originalidad significativa en la arquitectura alrededor del comienzo del período imperial, después de que combinaron aspectos de su arquitectura original etrusca con otros tomados de Grecia, incluyendo la mayoría de los elementos del estilo que ahora llamamos arquitectura clásica. Pasaron de la construcción basada principalmente en columnas y dinteles a una basada en paredes masivas, puntuadas por arcos y cúpulas posteriores. Los órdenes clásicos ahora se volvieron más decorativos que estructurales, excepto en las columnatas. Desarrollos estilísticos incluyen el toscano y órdenes compuestos; el primero es una variante abreviada y simplificada del orden dórico, y el compuesto es un orden elevado con la decoración floral del corintio y las volutas del jónico. El período comprendido aproximadamente entre el 40 a. C. y el 230 d. C. tuvo los mayores logros, antes de la crisis del siglo III y los problemas posteriores que redujeron la riqueza y el poder organizador del gobierno central.
Los romanos construyeron lugares públicos masivos, obras de ingeniería civil,y templos no públicos que fueron responsables de desarrollos significativos en la vivienda y la higiene pública, por ejemplo, sus baños y letrinas públicos y privados, calefacción por suelo radiante en forma de hipocausto, acristalamiento de mica (ejemplos en Ostia Antica), y agua caliente y fría entubada (ejemplos en Pompeya y Ostia)(etc).

## Historia

### Orígenes

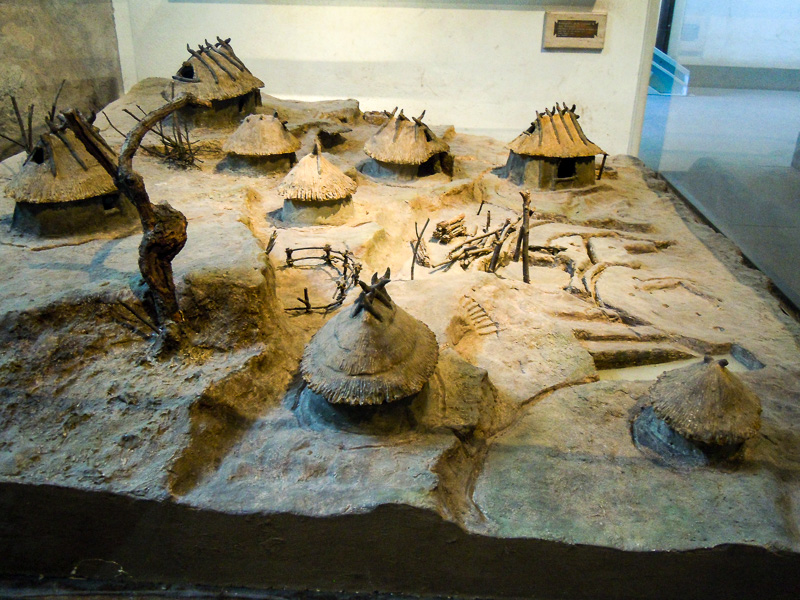
La reconstrucción del aspecto probable que pudo tener el asentamiento originario de Roma en el costado sudoeste del Monte Palatino, donde se encontraría la choza de Rómulo, fundador de Roma.

La arquitectura romana tiene sus primeros orígenes en la etrusca, a la que luego se añadió el influjo de la griega, sobre todo después de las guerras púnicas, y por lo tanto presenta rasgos de ambas. Hoy se hace datar la arquitectura romana a la fecha en que se construyeron la primera vía y el primer acueducto. Por esta época, y durante las conquistas de Roma en Sicilia y en la misma Grecia, los generales romanos solían llevarse como premio de sus victorias gran cantidad de objetos artísticos. Por otro lado, los artistas griegos y etruscos, atraídos por el poder económico de la señora del Mediterráneo, llevaron a Roma el gusto e incluso la pasión por las bellas artes y en sus escuelas se formaron artistas romanos. Pero no será sino hasta el final del período helenístico cuando la arquitectura romana presente rasgos propios realmente diferenciados. Las antiguas edificaciones romanas se asemejaban en todo a las etruscas, y estaban formadas por sólidos aparejos de enormes bloques de piedra labrada o en bruto y sentadas en seco.

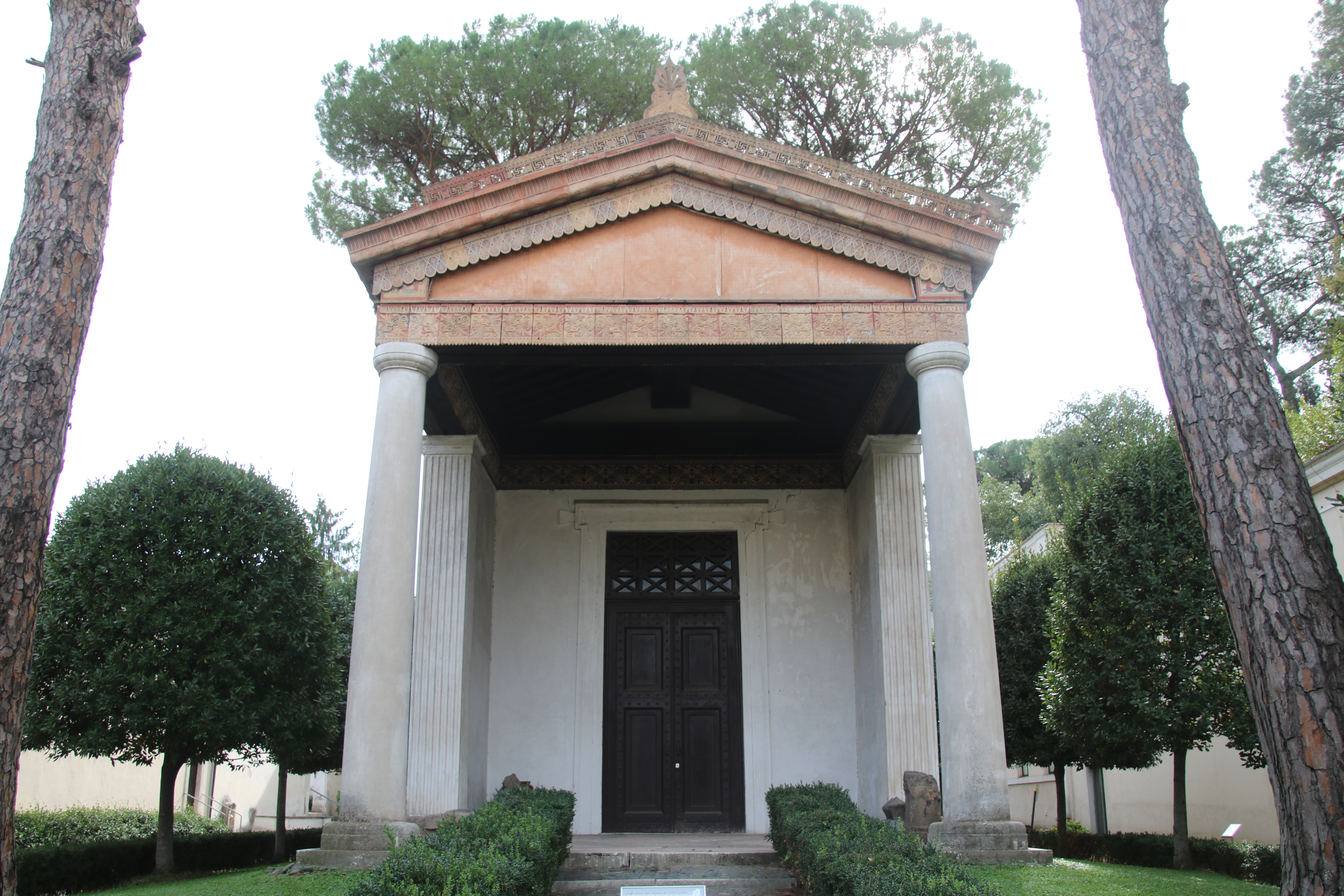
Reconstrucción del templo etrusco de Venecia, Italia.

En un principio, la arquitectura romana fue muy austera, limitada a la construcción de edificios de utilidad práctica. Los ornamentos escultóricos y pictóricos estaban muy limitados y casi ausentes de todas las construcciones, sobre todo durante la monarquía. No fue sino hasta el Sitio de Siracusa, en 214 a. C.-212 a. C., cuando el gusto por las bellas artes comenzó a ejercer una gran influencia en la sociedad romana.
En el 144 a. C., Grecia pasó a ser una provincia romana, y muchos artistas griegos, reducidos a la esclavitud, pasaron a trabajar a Roma. También contribuyeron al avance del gusto artístico en Roma el triunfo de Lucio Emilio Paulo Macedónico en la Batalla de Pidna, de donde extrajo muchos tesoros artísticos, además de los saqueos de Lucio Cornelio Sila Félix a los templos de Delfos, Olimpia y Epidauro, los tesoros extraídos por Octavio de Alejandría y el asalto de Publio Cornelio Dolabela a muchos templos de Asia. Todos esos tesoros fueron a parar a Roma, dando lugar a un refinamiento del gusto artístico como no se había conocido antes. El primer templo en mármol que se construyó en Roma fue edificado por orden del cónsul Quinto Cecilio Metelo Pío, con los arquitectos lacedemonios Sauro y Batraco.

### Innovaciones técnicas

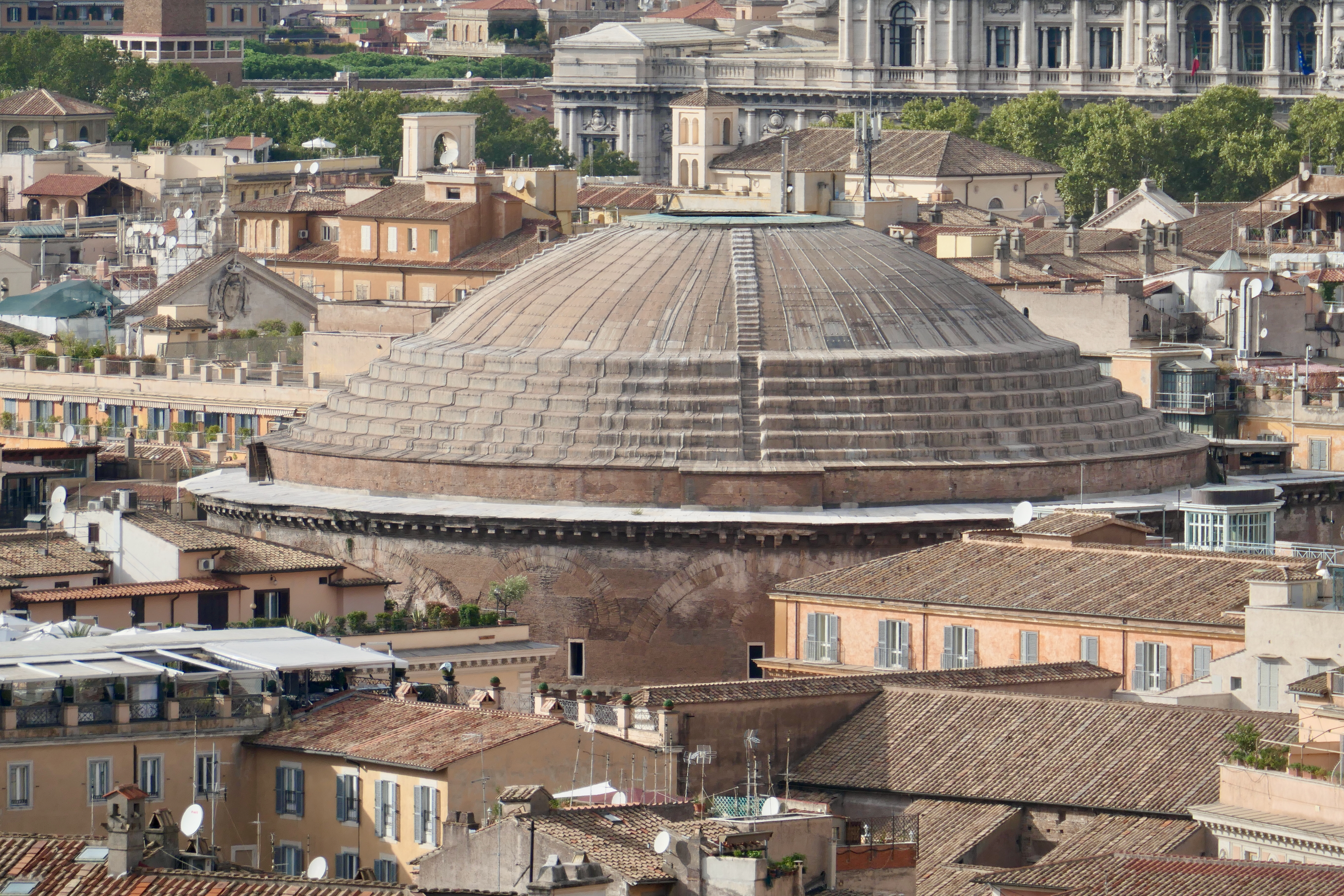
El domo del Panteón de Agripa fue la cúpula más grande del mundo durante un milenio, y aún es la cúpula de hormigón sólido no reforzado más grande.

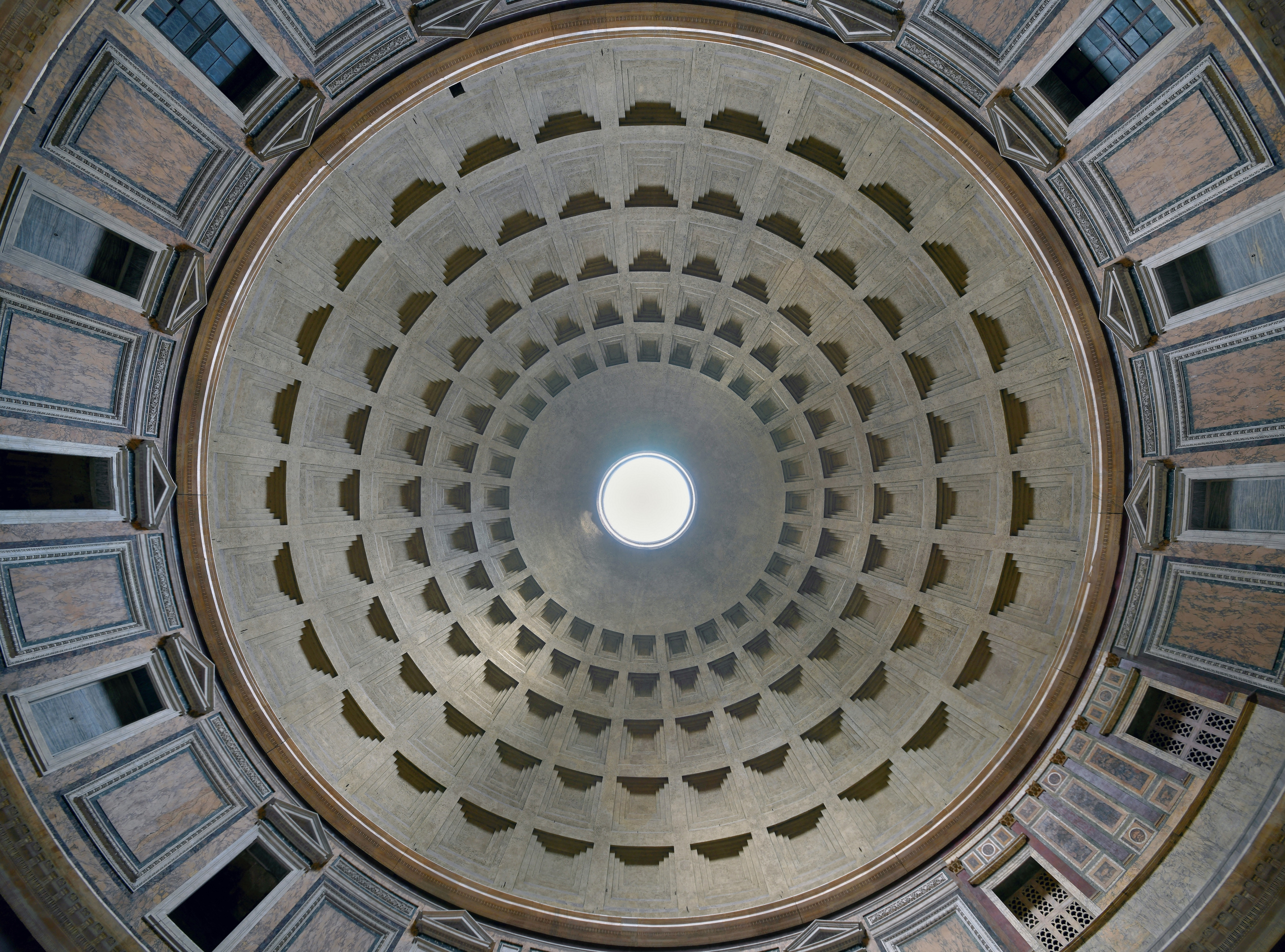
Interior de la cúpula del Panteón de Agripa.

Gracias a los desarrollos técnicos de los romanos para la construcción de arcos y bóvedas, se pudo superar la concepción griega básica, en la que las columnas y los arquitrabes eran necesarios para soportar vigas pesadas y techos, pasando a ser, en la mayoría de los casos, meros elementos decorativos. Los romanos no se sintieron restringidos por las preocupaciones estéticas griegas e hicieron uso de los órdenes clásicos con considerable libertad. En su máximo esplendor, demostraron una gran fecundidad de invención, una concepción monumental del espacio y un claro sentido de los grandes volúmenes.
La innovación comenzó en el siglo III o II a. C. con el desarrollo del hormigón romano como un complemento disponible o sustituto de la piedra y el ladrillo. Los edificios comenzaron a integrar grandes pilares que sostenían amplios arcos y cúpulas. La libertad dada por el hormigón también inspiró el desarrollo de la arcada y de la columnata, una fila de columnas puramente decorativas frente a un muro de carga. En una arquitectura de menor escala, la resistencia del hormigón romano liberó el plano de piso de celdas rectangulares a un ambiente de flujo libre.
Los romanos emplearon profusamente el arco y la bóveda. Ésta no se forma con dovelas de piedra aparejada (salvo en algunas construcciones asiáticas), como se disponía en la bóveda etrusca, sino de una masa confeccionada con puzolana y cascajo. Las bóvedas solían tener gruesos arcos de ladrillo, ya paralelos, ya diagonales pero embebidos en la bóveda misma, que servían como sujeción provisional y como refuerzo interior de la bóveda. Un ejemplo soberbio es la cúpula del Panteón de Agripa en Roma.
Los romanos no solo construyeron bóvedas de cañón y cúpulas, sino rudimentarias bóvedas de arista y de crucería. Pero estas últimas debieron usarse con poca frecuencia fuera del Imperio de Oriente pues solo se conocen las de las Termas de Caracalla y las de la Basílica de Majencio en la cual se advierte un sistema de contrarrestos interiores aplicados a la bóveda. También empezaron a aparecer en la arquitectura romana los capiteles historiados que tanto se hicieron en la Edad Media, pues de ellos se han descubierto algunos ejemplares en Pompeya y otros sitios.
Los edificios romanos, según su uso, podían ser muy sobrios o muy suntuosos. Puentes y acueductos son austeros y funcionales, mientras que templos y palacios son lujosos y monumentales, con un claro fin representativo. Las edificaciones más nobles se revestían de piedra formando órdenes, que no reflejaban la estructura interior real. Se decoraban los muros de los edificios suntuosos con pinturas y los pavimentos con mosaicos.

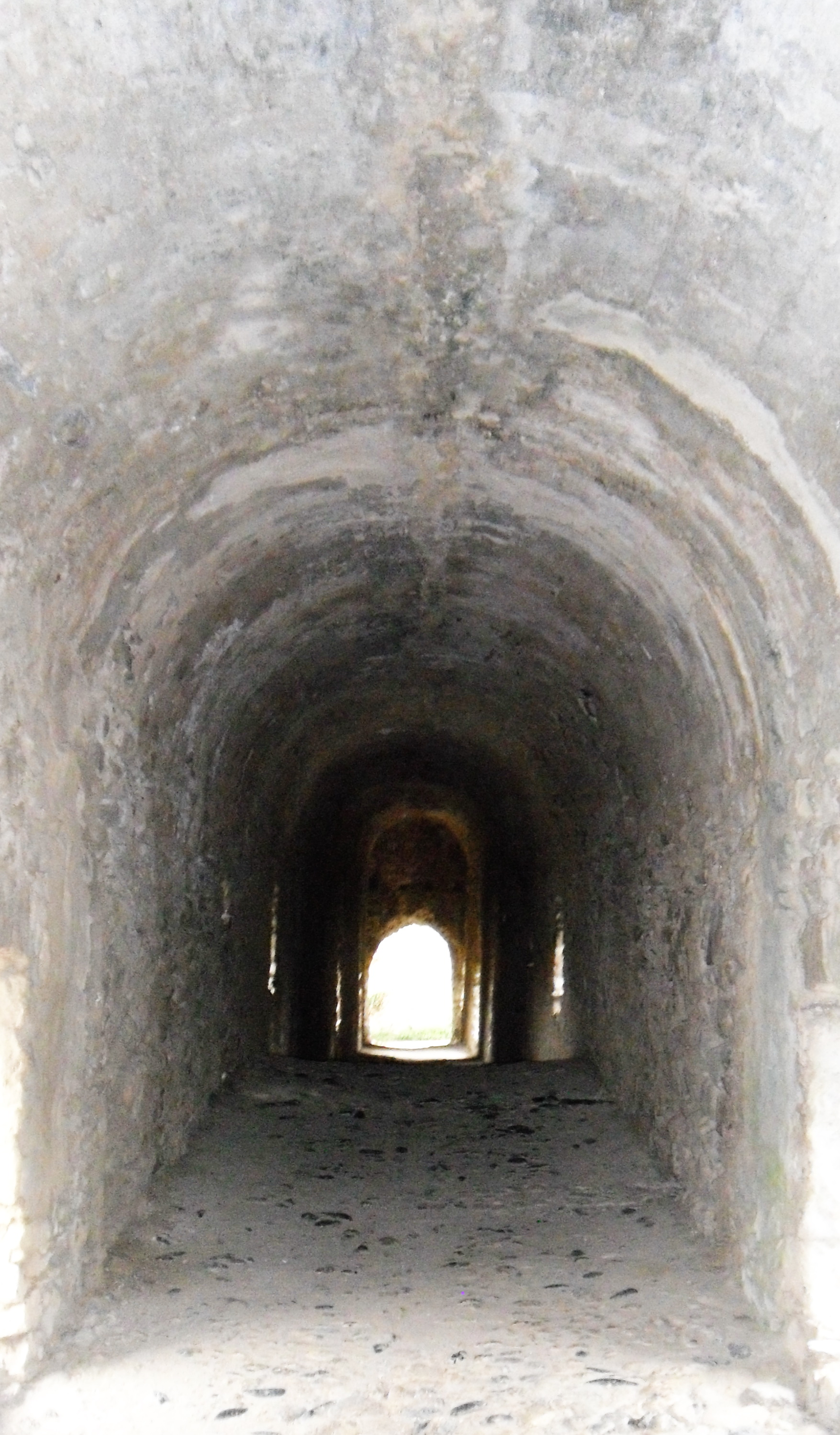
Interior del acueducto romano de Ansignan (Francia), construido como bóveda de cañón con hormigón romano.
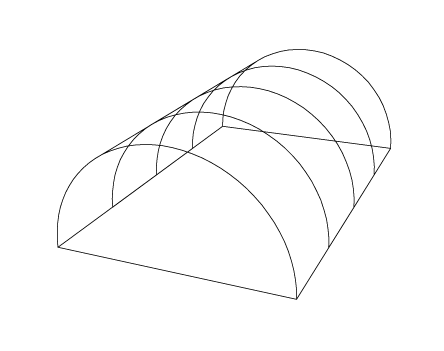
Esquema de una bóveda de cañón.
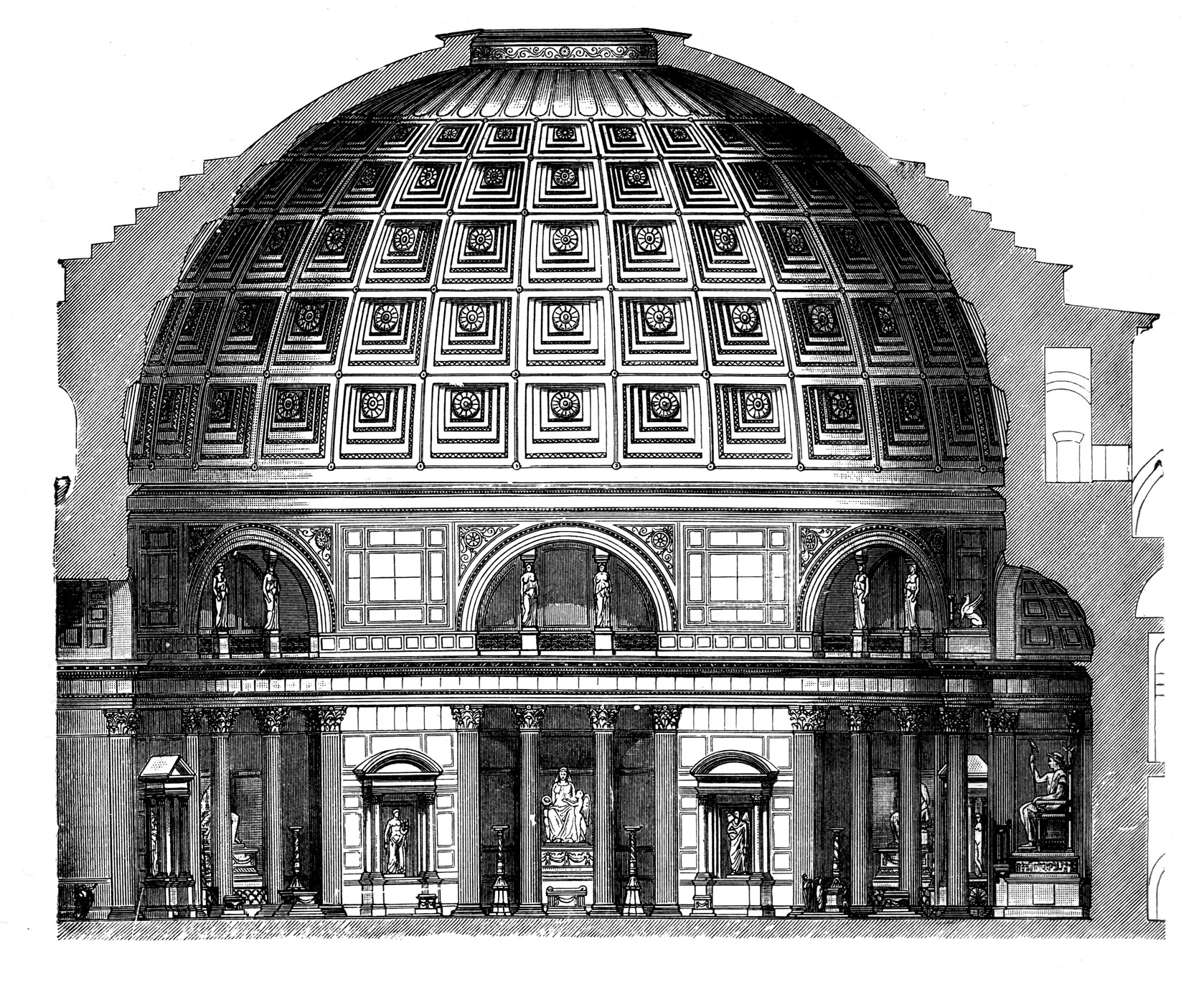
Sección del panteón de Agripa. El diámetro de la cúpula es de 43,44 m (150 pies), lo que la convierte en la mayor cúpula de hormigón en masa de la historia.
Esquema de una cúpula.
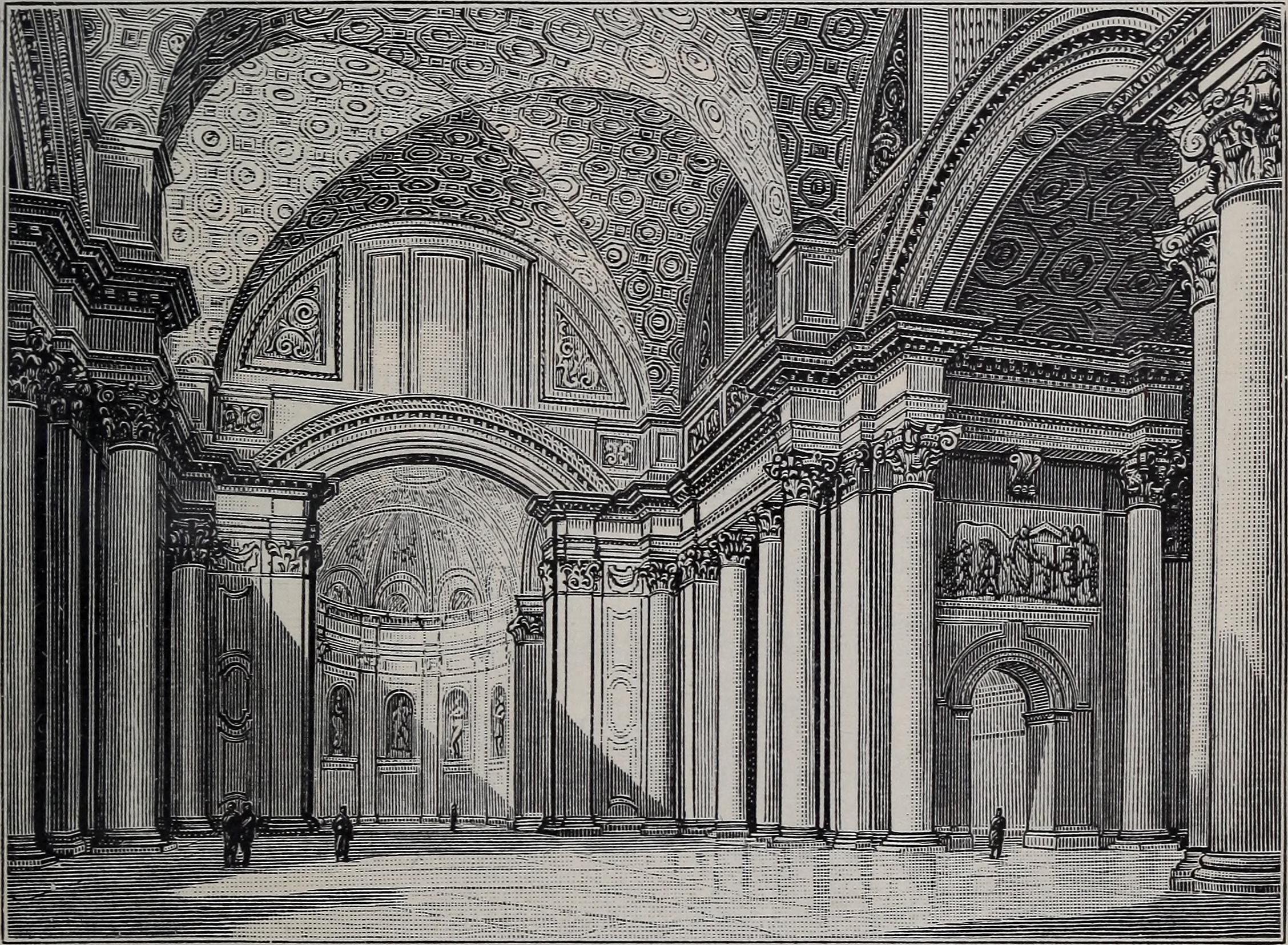
Reconstrucción artística de una sección interior de las Termas de Diocleciano con cúpulas cruzadas.
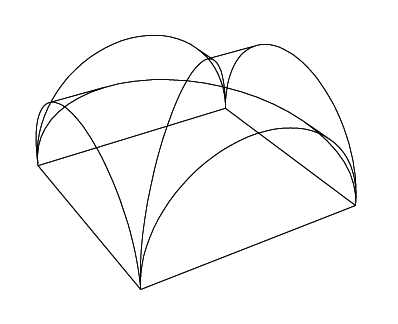
Esquema de una cúpula cruzada.
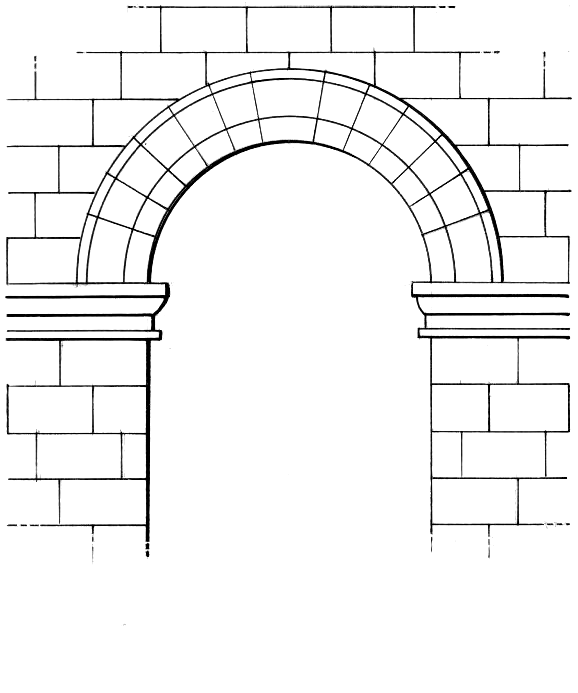
Esquema de un arco.

### La renovación urbana de Augusto

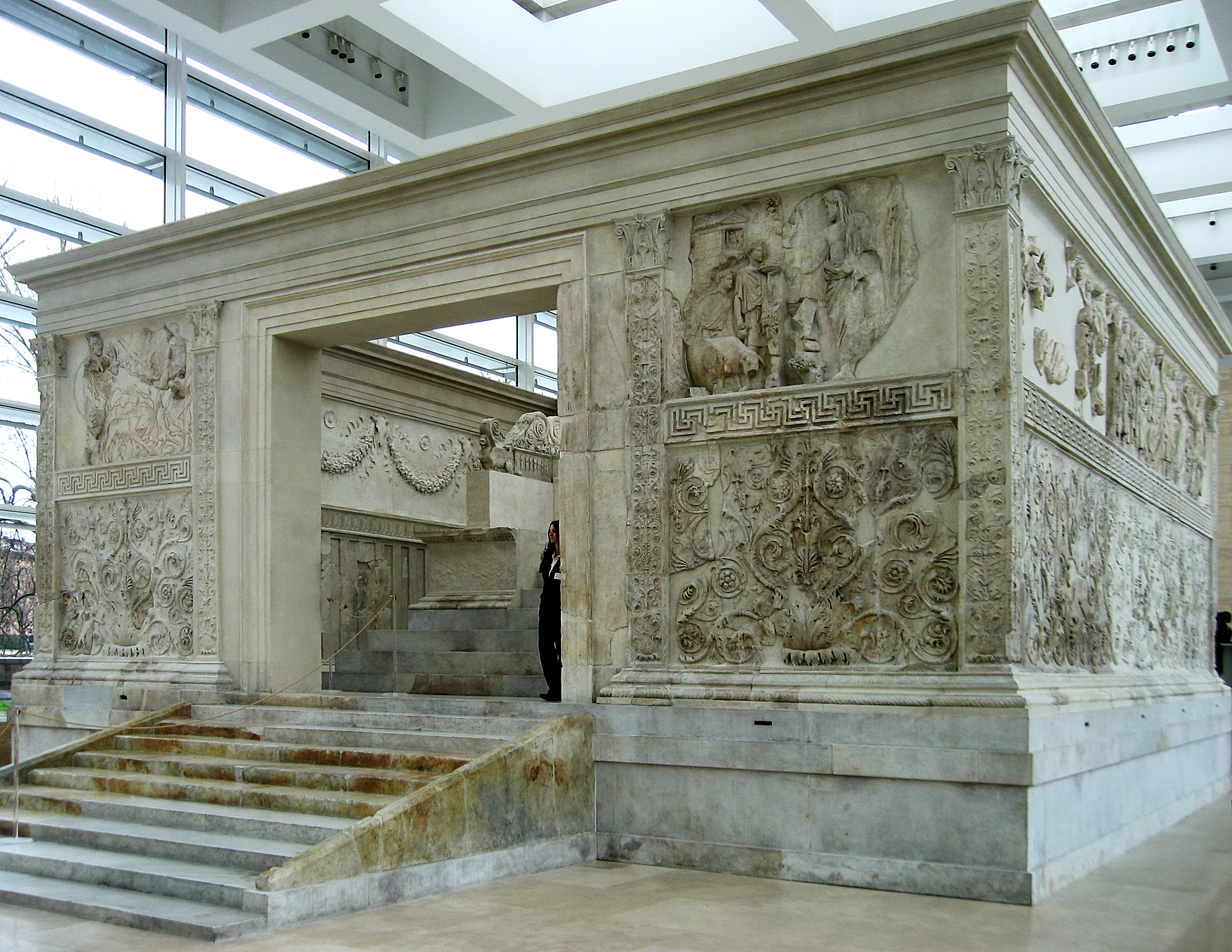
El Ara Pacis (Altar de la Paz) erigido en el año 13 a. C. para celebrar la pacificación de Hispania y la Galia por Augusto.

Factores como la riqueza y la alta densidad de población en las ciudades obligaron a los antiguos romanos a descubrir nuevas soluciones arquitectónicas propias. El uso de bóvedas y arcos, junto con un sólido conocimiento de los materiales de construcción, les permitió lograr éxitos sin precedentes en la construcción de una infraestructura imponente para uso público. La conquista de Grecia hizo que centenares de artistas griegos llegaran a Italia, y la pax romana auspiciada por Augusto propició una bonanza económica sin precedentes, lo que permitió el desarrollo de las artes, incluida la arquitectura.

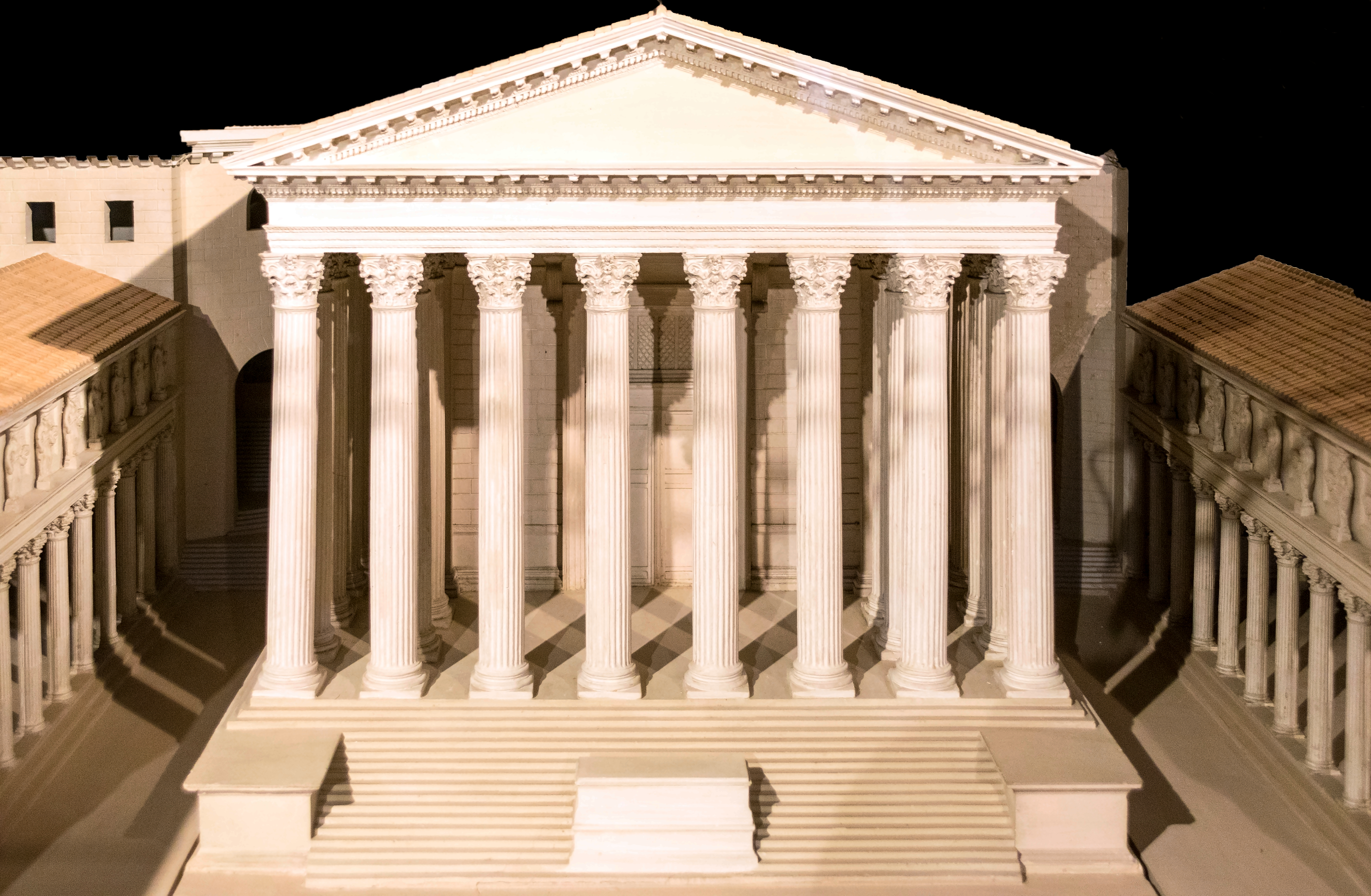
Modelo a escala del templo de Mars Ultor (Marte Vengador), ubicado en el Forum Augusti (Foro de Augusto).

Luego de derrotar a Marco Antonio en la Batalla de Accio, y afianzada así la paz en el territorio dominado por los romanos, Augusto emprendió una gran reforma urbanística en Roma que le cambió la faz a la ciudad. Augusto, que no solo promovió la construcción sino también todas las artes, habría emprendido dicha reforma para acondicionar la ciudad a su nueva condición de capital imperial, pero también para cumplir el deseo que había tenido su padre adoptivo, Julio César, de mejorar el aspecto de Roma. Para ese momento, la ciudad ya había llegado al millón de habitantes, muchos de los cuales eran inmigrantes, lo que propició la formación de barrios populares como la Suburra, el Argileto y el Velabro. Ante tal crecimiento demográfico, se hizo necesario un programa de urbanismo que incluyera almacenes de acopio y un puerto para garantizar el abastecimiento de la población.

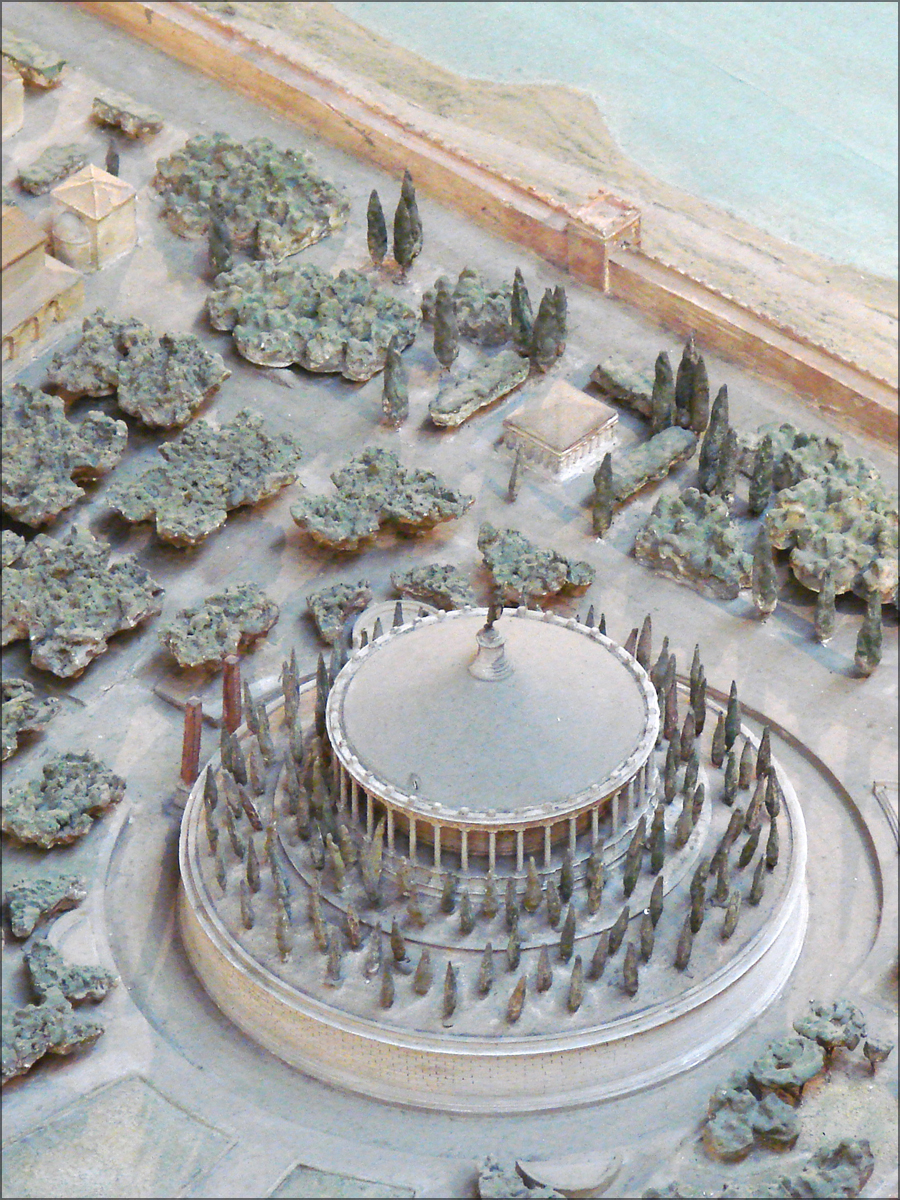
Modelo a escala del Mausoleo de Augusto.

Bajo el gobierno de Augusto se amplió el cauce del río Tíber para evitar inundaciones y se construyeron nuevos acueductos, además de las primeras termas públicas, dos teatros, un anfiteatro y una biblioteca pública; también se construyó un nuevo foro, el Forum Augusti (Foro de Augusto), el Ara Pacis (Altar de la Paz), templos como el Panteón de Agripa o el de Mars Ultor (Marte Vengador), jardines, pórticos y otros edificios públicos. Otra de las obras más importantes del programa de embellecimiento urbano de Augusto fue la renovación del Campus Martius (Campo de Marte), que quedó transformado en un impresionante complejo monumental. El Mausoleo de Augusto estuvo destinado a guardar sus restos y los de su familia, y la Casa de Augusto (Domus Augusti) en el monte Palatino sería el primer edificio del complejo que constituiría el palatium, el palacio imperial.
Gracias al programa de embellecimiento de la urbe que lideró Augusto, la arquitectura tuvo un gran impulso, como lo refiere el historiador Suetonio:

Embelleció hasta tal punto Roma, cuyo ornato no se correspondía con la majestad del Imperio y que, además, se encontraba expuesta a las inundaciones y a los incendios, que pudo con justicia jactarse de dejarla de mármol, habiéndola recibido de ladrillo.
Suetonio, Vidas de los doce césares. Libro II.

### Auge arquitectónico

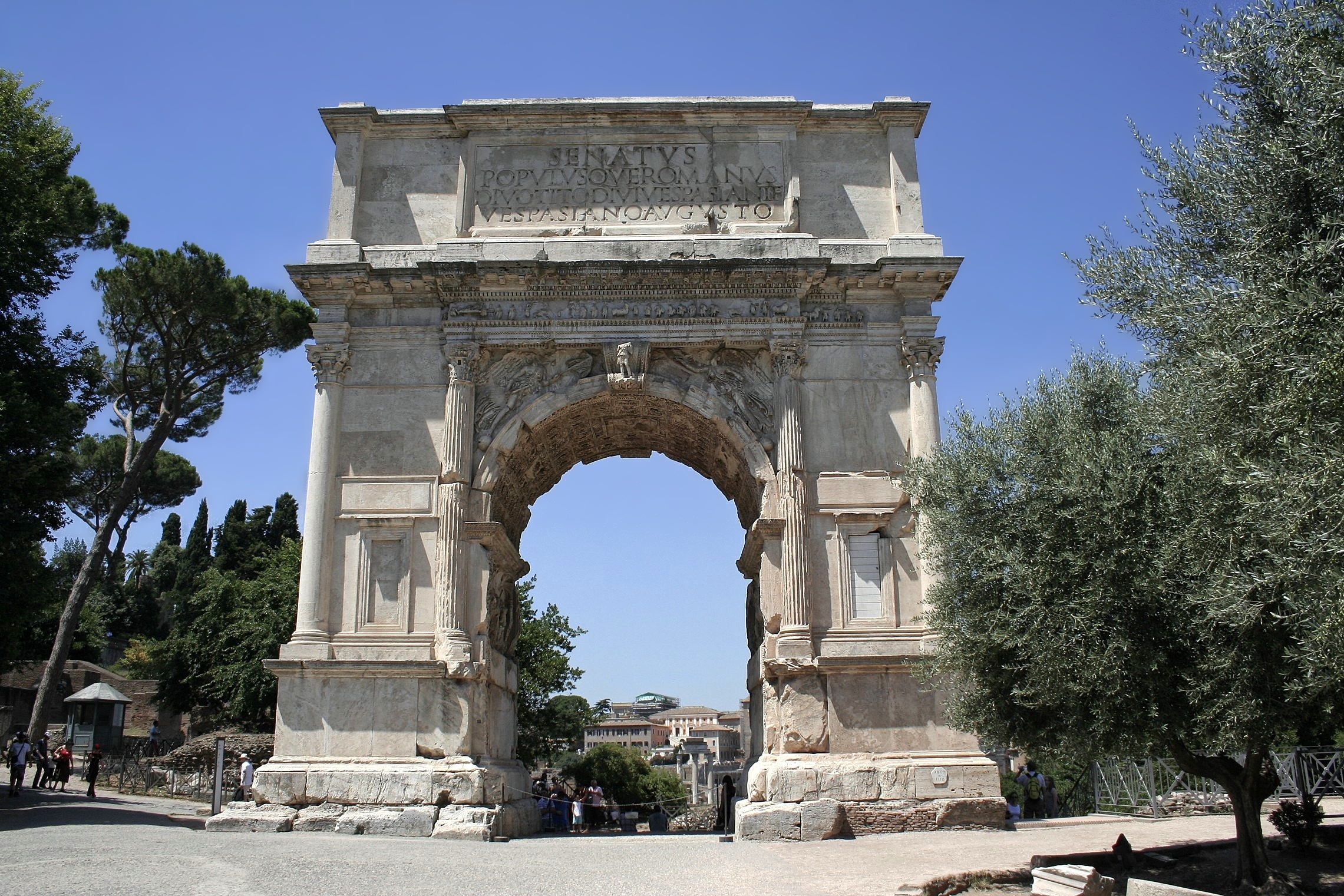
Arco de Tito, en Roma.

El auge arquitectónico del Imperio comprende, aproximadamente, el tiempo transcurrido entre los reinados de Nerón a Constantino I (es decir, entre los años 54 a 337), siendo especialmente notorias las obras construidas durante los gobiernos de Tito, Trajano y Adriano. Los ejemplos más destacados incluyen los acueductos de Roma, las Termas de Diocleciano y las Termas de Caracalla, las basílicas y el Coliseo. Estas construcciones fueron reproducidas a menor escala en las ciudades y aldeas de todas las provincias del Imperio. Algunas estructuras supervivientes están casi completas, como las murallas de la ciudad Lugo en Hispania Tarraconensis (ahora el norte de España). La estructura administrativa y la riqueza del Imperio hicieron posibles proyectos muy grandes, incluso en lugares alejados de los centros principales, al igual que el uso de mano de obra esclava, tanto calificada como no calificada.

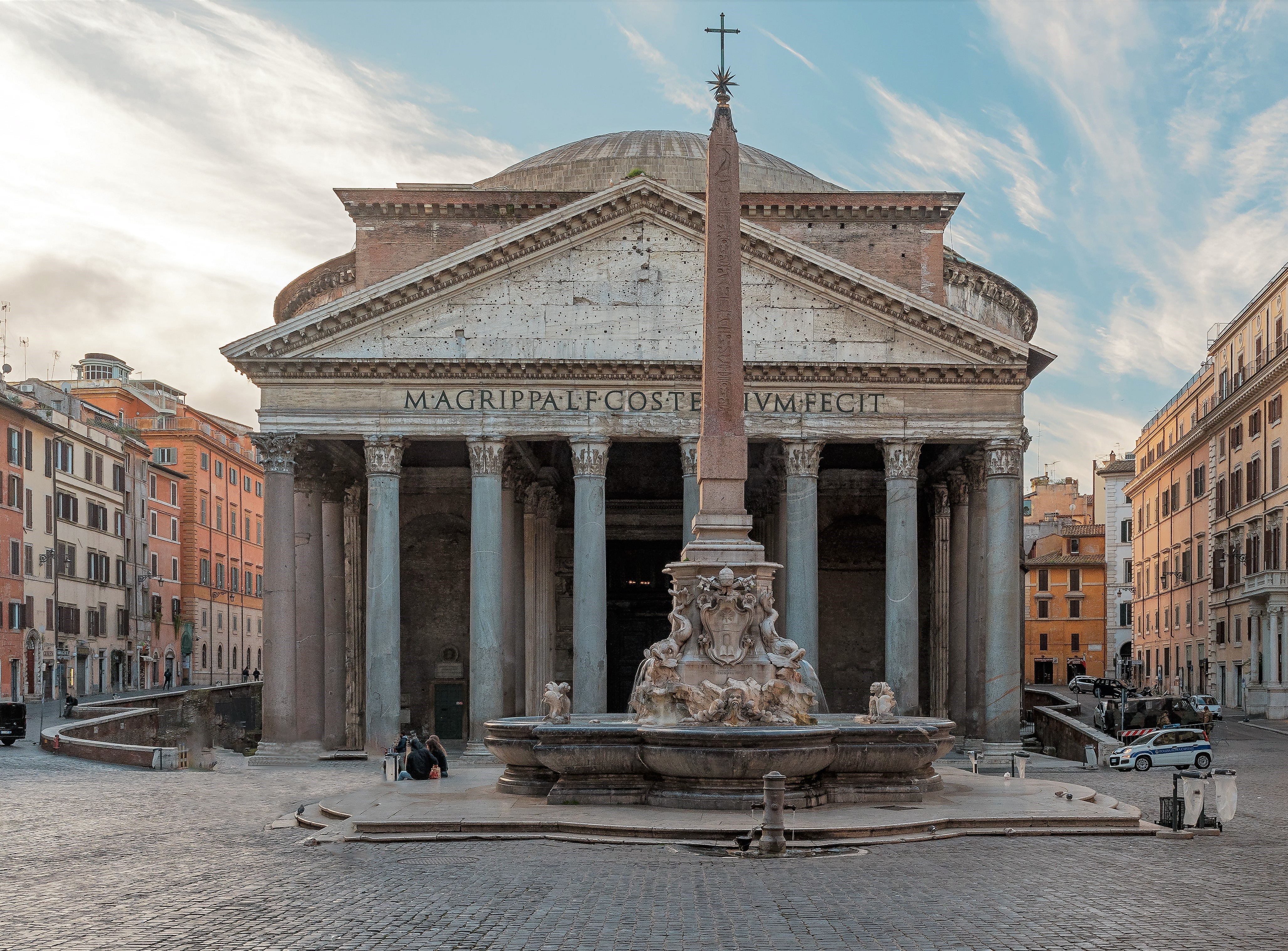
Panteón de Agripa, en Roma.

Especialmente bajo el Imperio, la arquitectura a menudo cumplía una función política, demostrando el poder del Estado romano en general, y de individuos específicos responsables de la construcción. Esta función política de la arquitectura permitió enaltecer al Estado y darle credibilidad a la imagen que se quería dar del Imperio. Para lograrlo, no se desaprovechó ningún medio para realzar la impresión de majestuosidad en las creaciones arquitectónicas. La arquitectura romana tal vez alcanzó su apogeo en el reinado de Adriano, cuyos muchos logros incluyen la reconstrucción del Panteón en su forma actual y dejar su marca en el paisaje del norte de Gran Bretaña con el Muro de Adriano.

### Decadencia

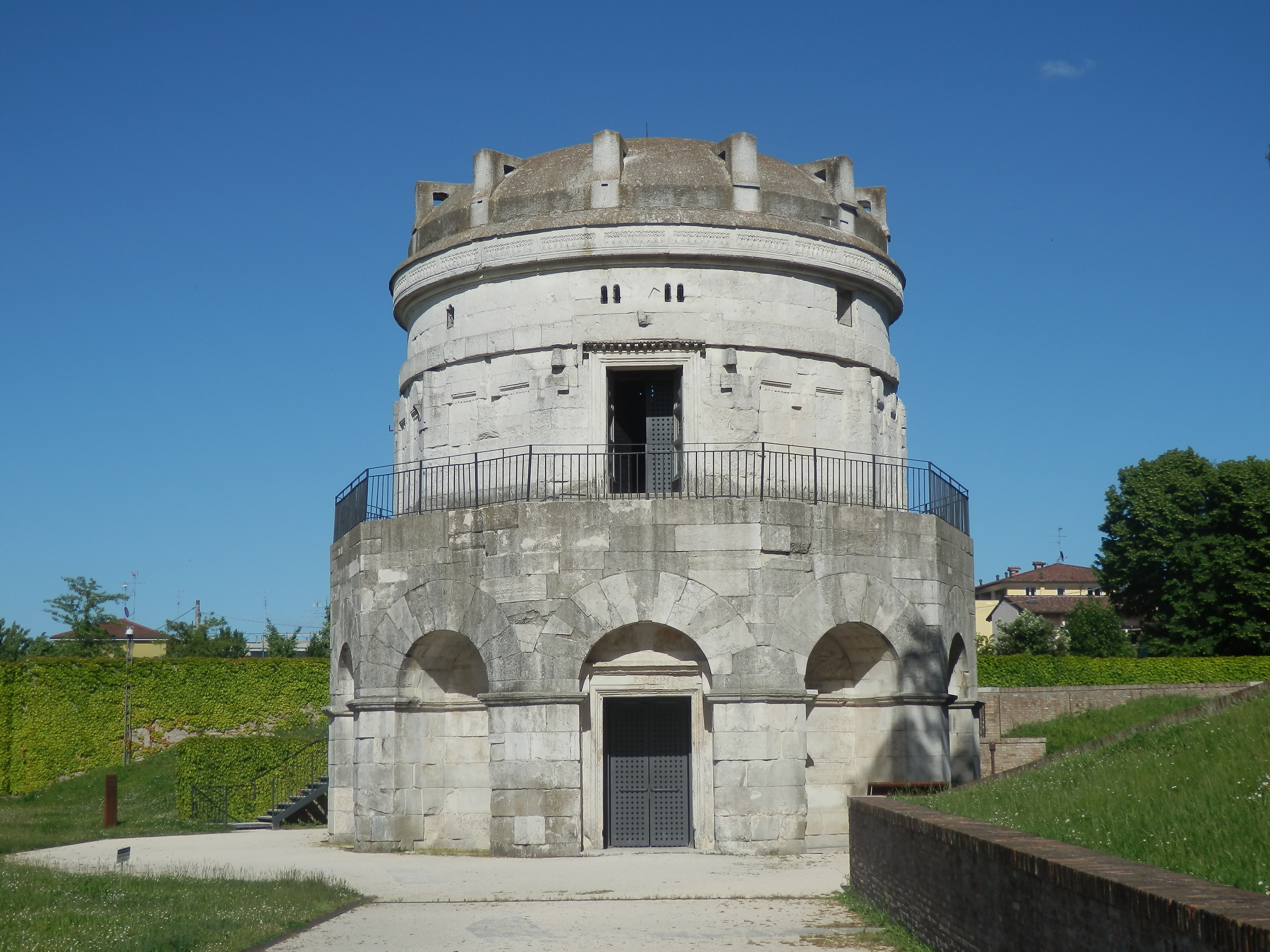
El Mausoleo de Teodorico, rey de los ostrogodos, en Rávena (Italia), construido hacia el 520 d. C., es un claro ejemplo de la arquitectura romana tardía, o paleocristiana.

El período de esplendor del arte romano abarca los dos primeros siglos del Imperio, pero ya a principios del siglo II de nuestra era se inicia una lenta decadencia del buen gusto que se acentúa con la crisis del siglo III y se confirma en los siglos IV y V por efecto de cierto barroquismo o irregularidad y pesadez en los estilos, aunque aumente el fasto y la magnitud de las obras. Sin embargo, la arquitectura, en cuanto arte de construir, siguió desarrollándose hasta la invasión de los bárbaros, por lo menos, en los principales centros de cultura. Pruebas de esto son las grandes basílicas de Roma construidas en el siglo IV, no solo las destinadas al culto cristiano, sino también las civiles. Los restos de la colosal basílica civil de Constantino (también llamada de Majencio) que todavía se alzan en Roma, sirvieron como fuente de inspiración a los arquitectos del Renacimiento en el siglo XVI.
Se considera que con el emperador Constantino se inicia propiamente la decadencia de la arquitectura romana, pues bajo este emperador comienza a reciclarse mucho material antiguo para la construcción de obras nuevas, como se hizo en Constantinopla, ciudad que se construyó en gran medida con fragmentos, esculturas, columnas y despojos llevados de todos los rincones del Imperio. En Roma, el Arco de Constantino fue construido reciclando materiales de edificios erigidos en tiempos de Trajano, Adriano y Marco Aurelio, sobre todo los altorrelieves, pues ya por entonces era cada vez más difícil encontrar escultores capacitados para esculpir obras semejantes. Sin embargo, aunque en el caso de la escultura la decadencia fue evidente en muy poco tiempo, la arquitectura mantuvo su consistencia por más tiempo debido a que resultaba más fácil para los arquitectos que para los escultores imitar las obras que aún les rodeaban.

## Los tres principios de Vitruvio
Al final del período helenístico comenzaron a publicarse los primeros manuales y tratados que resumían y sistematizaban el conocimiento arquitectónico. Los únicos tratados que se conservan son los diez libros que integran De architectura, de Marco Vitruvio Polión, un arquitecto que vivió en tiempos de Augusto. La obra de Vitruvio fue de fundamental importancia durante el Renacimiento italiano para rescatar los conocimientos de arquitectura clásica. Los tres grandes principios de la arquitectura de Vitruvio (principios que deben estar en equilibrio) son los siguientes:
- Firmitas (solidez): Se refiere a la solución de problemas de estabilidad, no sólo gravitatorios, sino también de confort.
- Utilitas (utilidad): Se refiere al contenido pragmático, pero no sólo a la utilidad física, sino también social y de bienestar.
- Venustas (belleza): Se refiere a la solución de los problemas de forma y espacio. Este principio no se considera un añadido superficial, sino parte integral e inmanente de la obra arquitectónica.

De acuerdo con Vitruvio, la alteración del equilibrio entre los tres principios de la arquitectura provoca graves errores, tanto por defecto como por exceso. Así mismo, la omisión o hipertrofia de uno solo de los principios hará que la obra en cuestión sea cualquier cosa, menos arquitectura. Estas reglas elementales, en lugar de maniatar la creatividad, permiten todo un despliegue de tipologías arquitectónicas y variaciones sin límites de los tipos básicos.

## Materiales

### Piedra y mármol

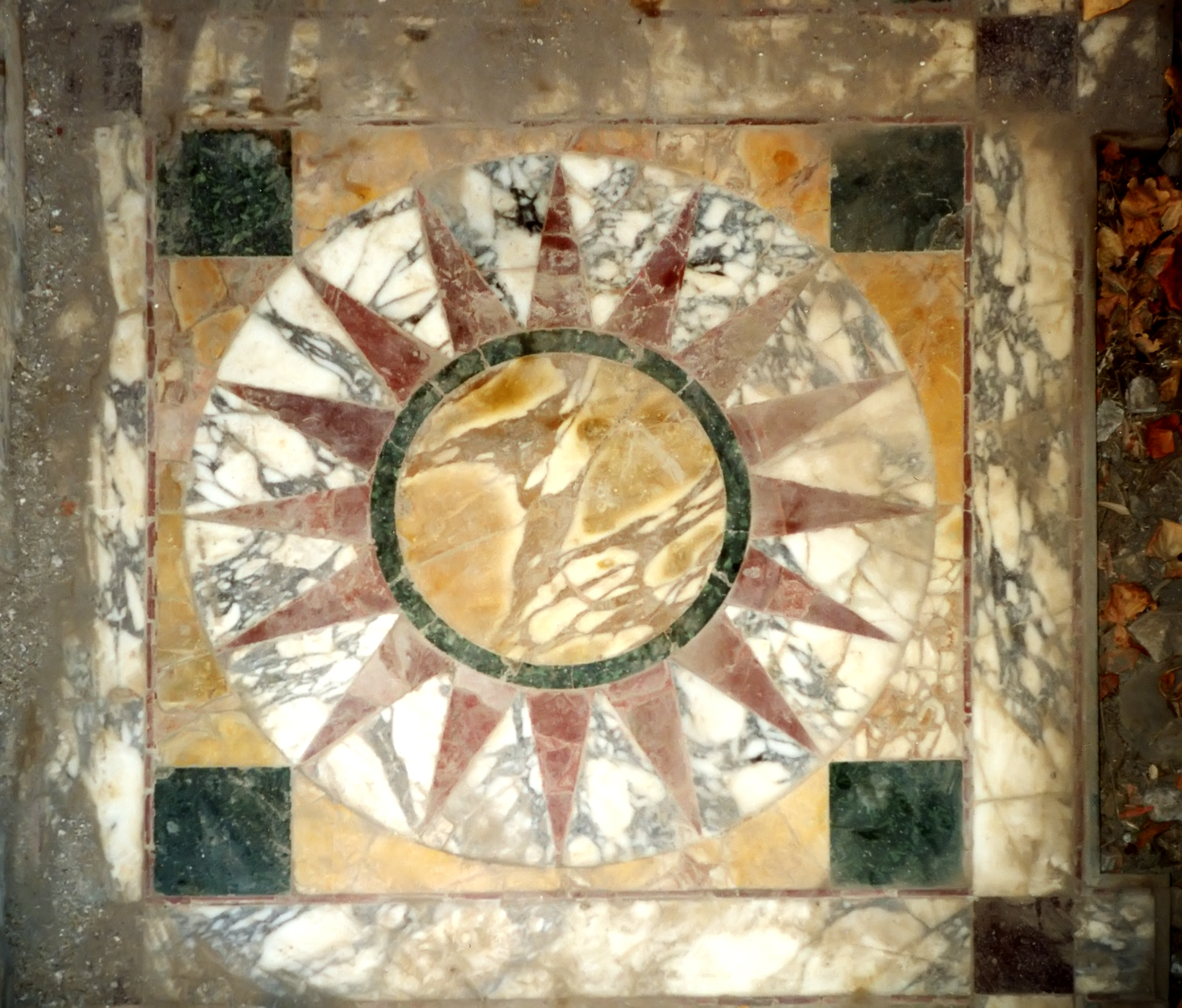
Opus sectile en un suelo de mármol de colores en la Villa Adriana.

El mármol no se encuentra especialmente cerca de Roma, y apenas se usó allí antes de Augusto, quien se jactaba de haber dejado a Roma hecha de mármol luego de haberla encontrado hecha de ladrillo, aunque en realidad el mármol se usó principalmente como revestimiento de ladrillo u hormigón. El Templo de Hércules Víctor, de finales del siglo II a. C., es la excepción más antigua que se conserva en Roma. Desde el reinado de Augusto, las canteras de Carrara se desarrollaron extensamente para la capital y se explotaron otras fuentes en todo el Imperio, especialmente los prestigiosos mármoles griegos como Paros. La piedra caliza de travertino se encontró mucho más cerca, alrededor de Tívoli, y se usó desde el final de la República; el Coliseo está construido principalmente de esta piedra, que tiene buena capacidad de carga, con un núcleo de ladrillo. Otras piedras más o menos locales se utilizaron en todo el Imperio.
Los romanos eran extremadamente aficionados a los mármoles de colores importados de lujo con elegantes vetas, y los interiores de los edificios más importantes a menudo se enlosaban con losas de estos mármoles, que en general se han eliminado incluso donde el edificio sobrevive. Las importaciones de Grecia para este fin comenzaron en el siglo II a. C.

### Ladrillo romano

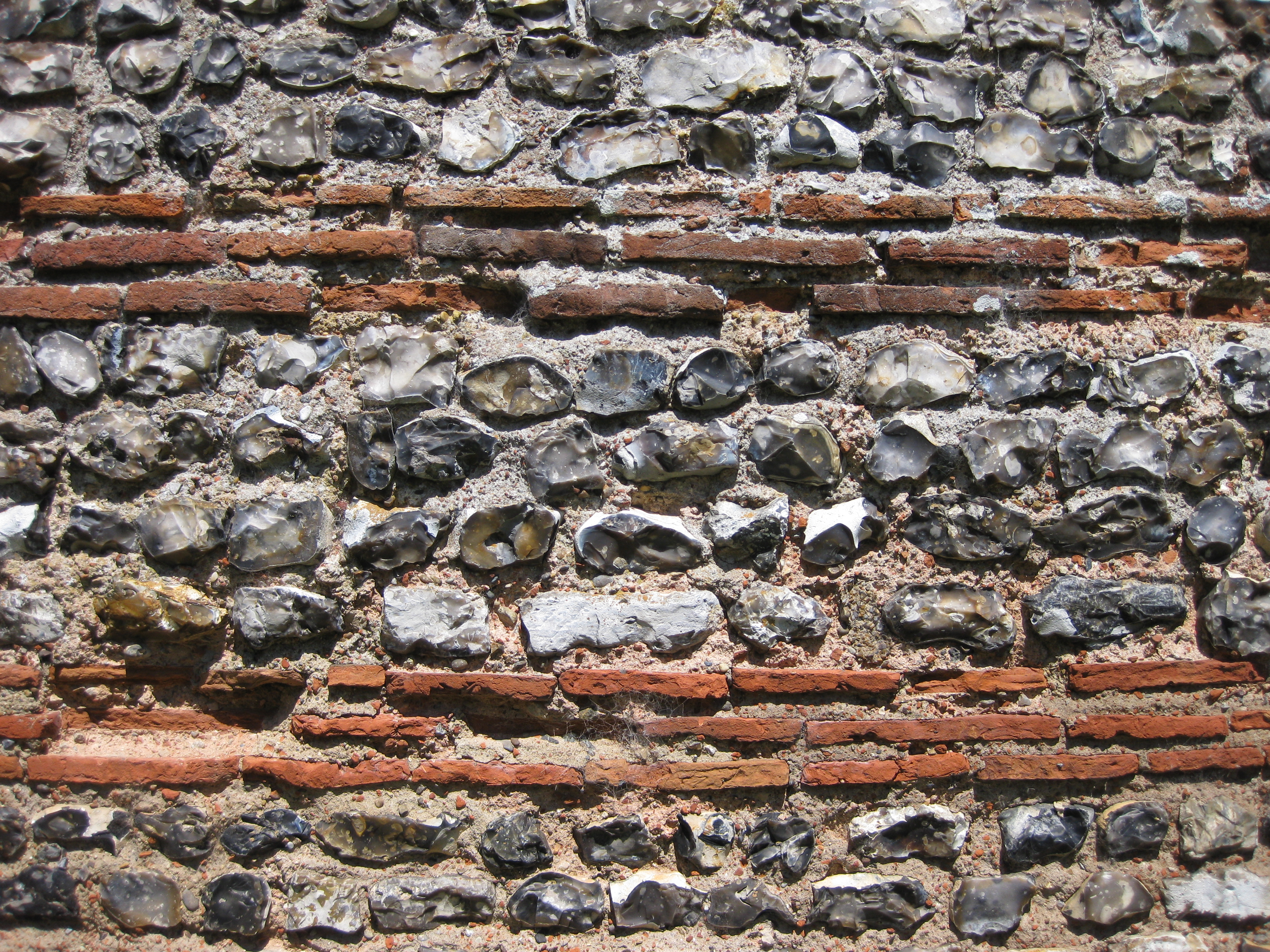
Vista cercana del muro de la fortaleza romana en Burgh Castle (Inglaterra), que muestra cursos alternados de sílex y ladrillo romano.

Los romanos hicieron ladrillos de arcilla cocida desde aproximadamente el comienzo del Imperio, reemplazando los ladrillos de barro secados al sol. El ladrillo romano era casi invariablemente de una altura menor que el ladrillo moderno, pero se hizo en una variedad de diferentes formas y tamaños. Las formas podían ser cuadradas, rectangulares, triangulares y redondeadas, y los ladrillos más grandes encontrados medían más de tres pies de largo. Los ladrillos romanos antiguos tenían un tamaño general de 1½ pies romanos por 1 pie romano, pero existían variaciones comunes de hasta 15 pulgadas. Los ladrillos romanos antiguos encontrados en Francia medían 8" x 8" x 3".La Basílica de Constantino de Tréveris está construida con ladrillos romanos de 15" cuadradas por 1½" de espesor. A menudo hay poca diferencia obvia (especialmente cuando solo sobreviven los fragmentos) entre ladrillos romanos utilizados para muros por un lado y baldosas utilizadas para techos o suelos por el otro, por lo que los arqueólogos a veces prefieren emplear el término genérico de material de construcción cerámico.
Los romanos perfeccionaron la fabricación de ladrillos durante el primer siglo del Imperio y lo utilizaron de forma ubicua, tanto en la construcción pública como privada. Los romanos llevaron sus habilidades de fabricación de ladrillos a los territorios conquistados, introduciendo la técnica en las poblaciones locales. Las legiones romanas, que operaban sus propios hornos, introdujeron ladrillos en muchas partes del Imperio; los ladrillos a menudo se sellaban con la marca de la legión que supervisó su producción. El uso de ladrillos en el sur y el oeste de Germania romana, por ejemplo, se remonta a las tradiciones ya descritas por el arquitecto romano Vitruvio. En la Britania, la introducción del ladrillo romano fue seguida por una brecha de 600-700 años en la producción de ladrillos.

### Hormigón romano

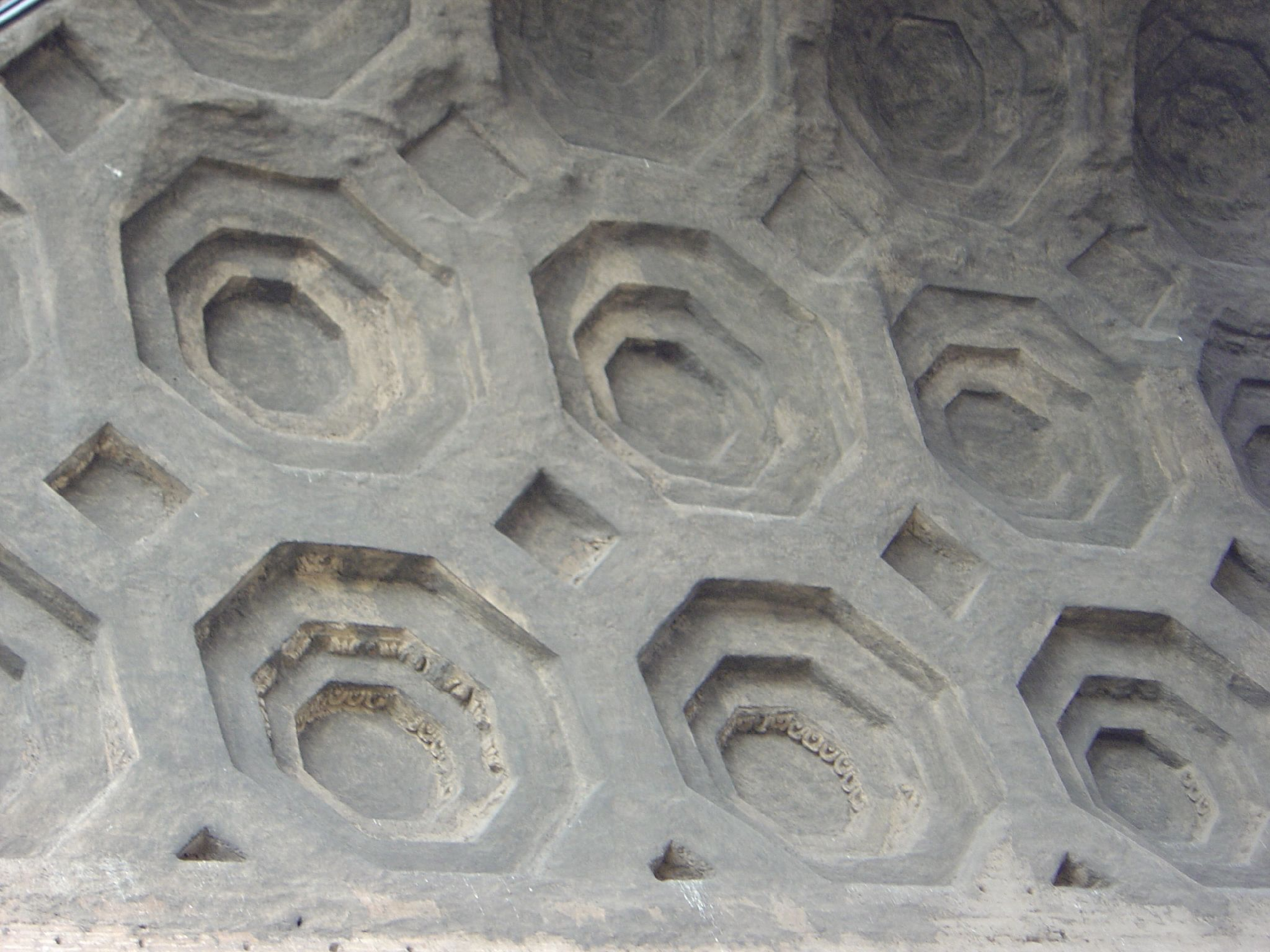
Detalle del interior de una cúpula romana hecha íntegramente de concreto, u hormigón romano.

El opus caementicium, u hormigón romano, fue usado en construcciones en las que grandes pilares sostienen amplios arcos y cúpulas en lugar de líneas densas de columnas que sostienen arquitrabes planos. La libertad proporcionada por el hormigón también inspiró la columnata, una fila de columnas puramente decorativas frente a un muro de carga. En la arquitectura de menor escala, la resistencia del concreto liberó el plano de planta de celdas rectangulares a un entorno de flujo libre. La mayoría de estos desarrollos son descritos por Vitruvio, que escribió en el siglo I d. C. su obra De Architectura.
Aunque el concreto se había utilizado a menor escala en Mesopotamia, los arquitectos romanos perfeccionaron el hormigón romano y lo utilizaron en edificios donde podría sostenerse por sí mismo y soportar una gran cantidad de peso. El antiguo hormigón romano era una mezcla de mortero de cal, agregado, puzolana, agua y piedras , y era más resistente que los hormigones previamente utilizados. Los antiguos constructores colocaron estos ingredientes en marcos o moldes de madera donde se endurecían y se unían a un revestimiento de piedras o, más frecuentemente, ladrillos. Los agregados utilizados a menudo eran mucho más grandes que en el hormigón moderno, lo que equivale a escombros.
Cuando se quitaba el marco, la nueva pared era muy fuerte, con una superficie rugosa de ladrillos o piedras. Esta superficie podía alisarse y revestirse con un atractivo estuco o con paneles finos de mármol u otras piedras de colores llamadas revestimiento. La construcción de concreto demostró ser más flexible y menos costosa que la construcción de edificios de piedra sólida. Los materiales estaban disponibles y no eran difíciles de transportar. Los marcos de madera se podían usar más de una vez, lo que permitía a los constructores trabajar de manera rápida y eficiente. El concreto es posiblemente la contribución romana más relevante para la arquitectura moderna.

### Estuco

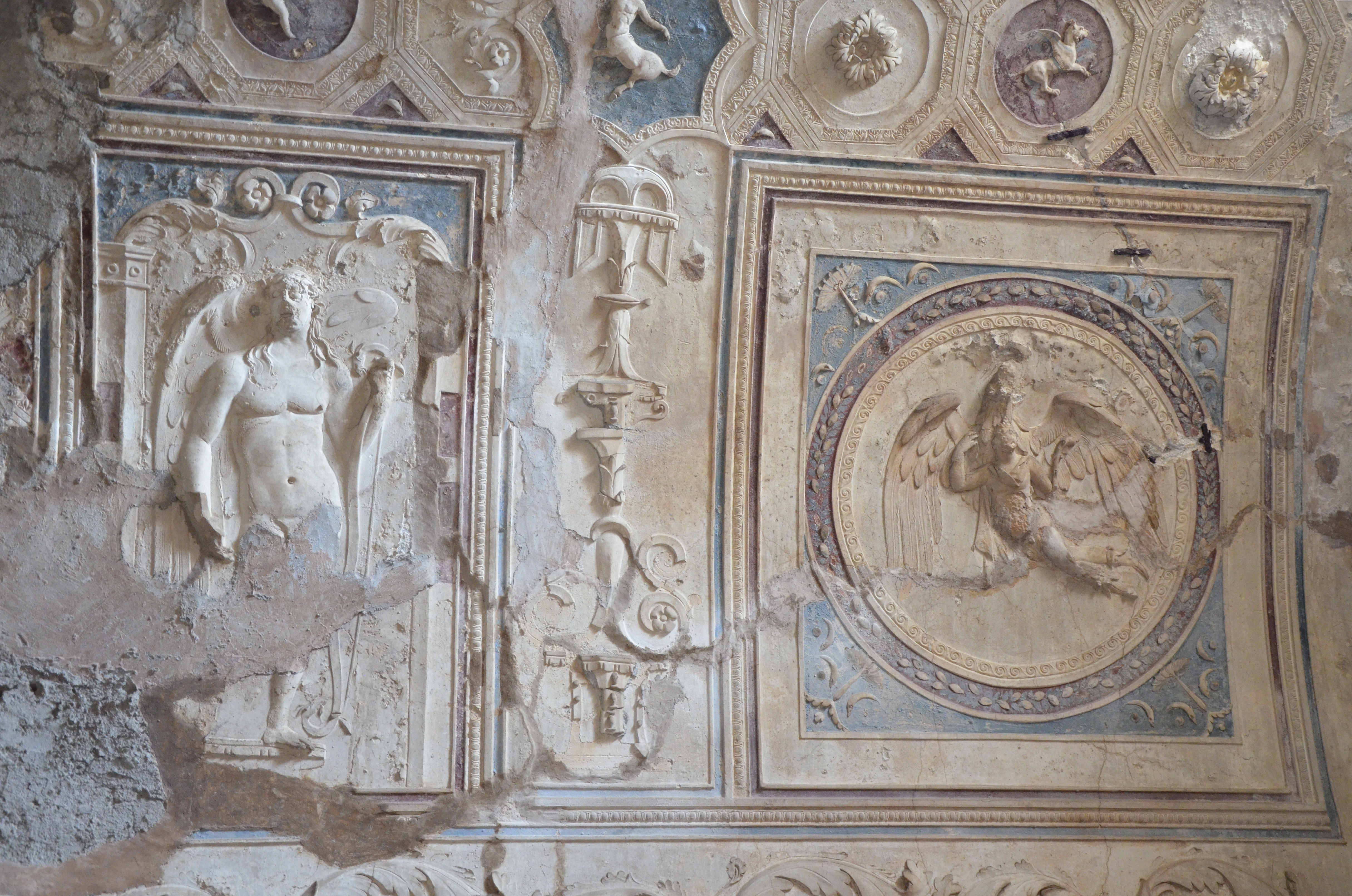
Ornamentos de estuco en el tepidarium de las termas del foro de Pompeya.

El estuco romano se usaba principalmente para cubrir los cielos rasos y los muros interiores de los aposentos. Por lo general, tenía una pulgada de espesor. Muchos fragmentos se han conservado, sobre todo en las ciudades de Pompeya y Herculano. La mezcla para la elaboración de los estucos romanos, llamada marmoratum opus, se componía de tres capas de argamasa mezclada con mármol pulverizado. Una mezcla parecida, compuesta por polvo de cal viva mojada con vino y molida con manteca e higos, servía para recubrir el interior de las cisternas y acueductos, que previamente se frotaban con aceite.

## Órdenes de la arquitectura romana

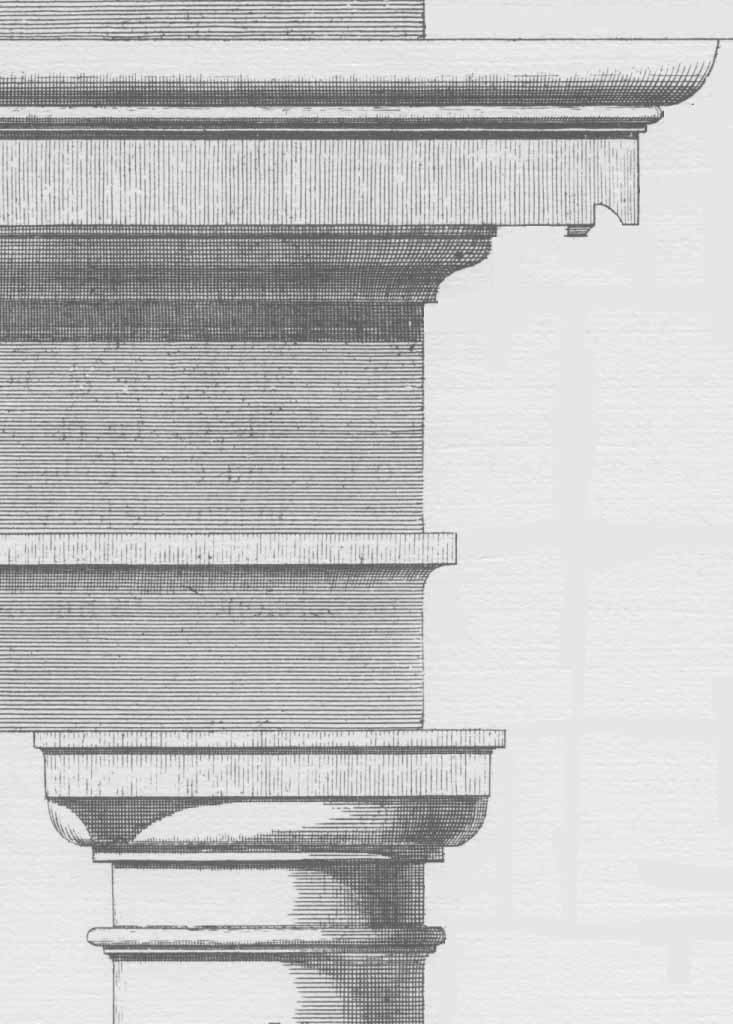
Esquema del orden toscano según Jacopo Vignola.

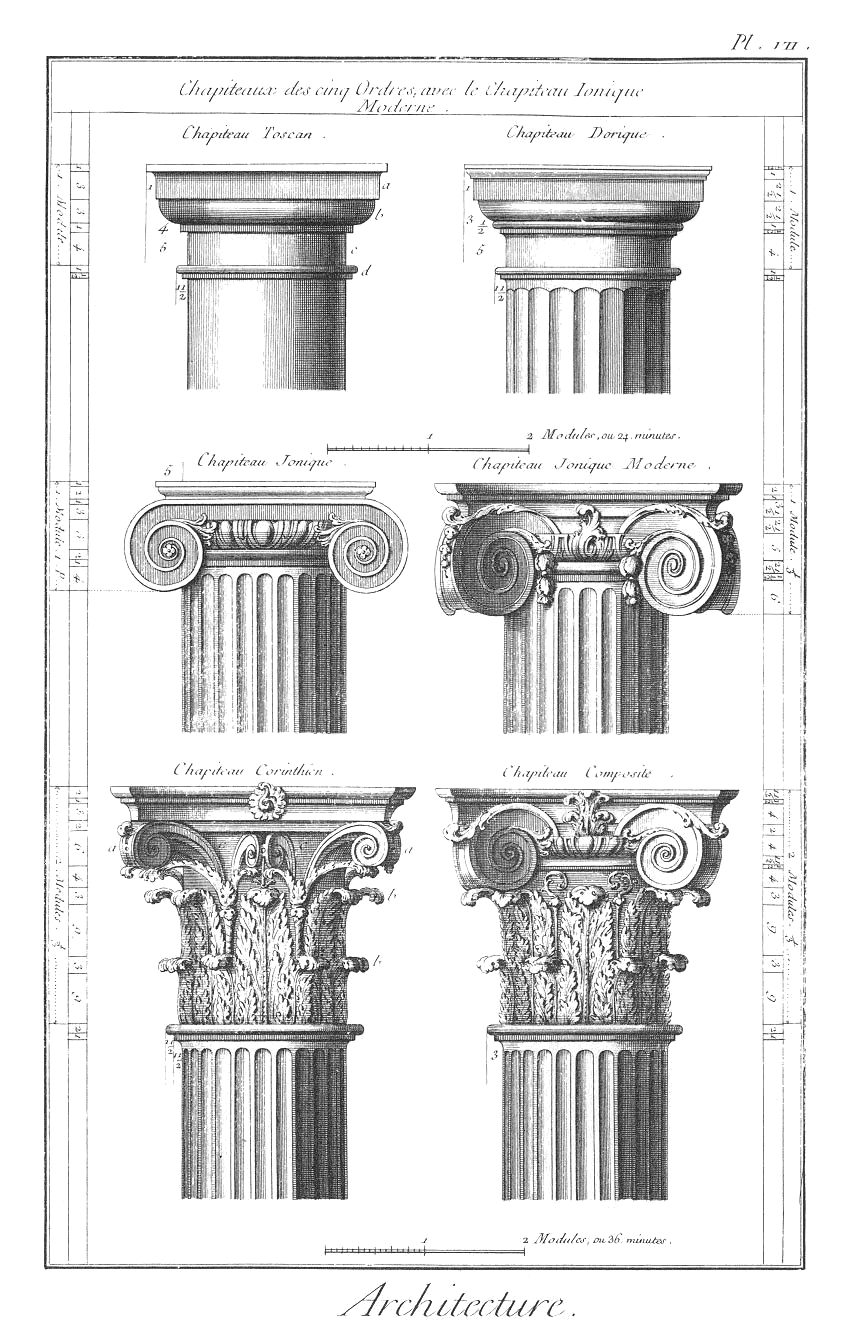
Los órdenes clásicos (de izquierda a derecha y de arriba abajo): toscano, dórico, jónico, jónico moderno, corintio y corintio compuesto.

La arquitectura romana adaptó los tres órdenes griegos y el llamado etrusco modificándolos y añadiéndoles otra forma de capitel que se definió por los arquitectos renacentistas con el nombre de orden compuesto. De esta suerte, se cuentan cinco órdenes, a saber:
- el orden toscano o etrusco (latín: Ordo Tuscanicus) que permanece básicamente igual.
- el orden dórico romano (en latín: Ordo Doricus) que eleva su columna a dieciséis módulos, adorna su collarino o garganta, añade un talón al ábaco, tiene el astrágalo en forma de junquillo que rodea al fuste y debajo de la corona de la cornisa lleva dentículos o mútulos. Esta última diferencia constituye respectivamente las variantes de dórico denticular y dórico modillonar, según los arquitectos del renacimiento.
- el orden jónico romano (Ordo Ionicus en lengua latina), que adorna más su capitel que el griego, reduce la magnitud de sus volutas, suprime en ocasiones el astrágalo y eleva la proporción del fuste.
- el orden corintio romano (Ordo Corinthius en latín), se ostenta más florido aún que el griego y en él abunda, sobre todo, la hoja de acanto. De ésta, lleva dos o tres series el capitel, dobladas hacia adelante y además de los dentículos admite series de modillones adornados para sostener la cornisa.
- el orden compuesto (en latín: Ordo Compositus), que llegó a ser el predilecto de los romanos no difiere del corintio sino en engarzarse más los adornos y en alguna modificación accidental del capitel: este se forma con hojas de acanto sin calículos y con cuatro volutas que salen por encima del cuarto de bocel de modo que parece compuesto de jónico y corintio.

La arquitectura romana adoptó con frecuencia la superposición de un orden arquitectónico a otro diferente en un mismo edificio, quedando el más sencillo y robusto debajo del más elegante y delicado, según es de notar en el grandioso Coliseo romano.
Fueron modelos de dichos órdenes en Roma:
- el Templo del Capitolio y el Foro romano, del toscano
- el Templo de Marte y el Teatro de Marcelo, para el dórico
- parte del Teatro de Marcelo, el Templo de la Fortuna viril y el de la Concordia para el jónico
- el Panteón de Agripa y el Templo de Antonino y Faustina, en el corintio
- el Arco Triunfal de Tito y de Vespasiano y el de Septimio Severo, en el orden compuesto
- el Coliseo de Vespasiano de tres órdenes a la vez: dórico, jónico y corintio

En las colonias romanas se usaron también los mismos órdenes pero, generalmente, con menor perfección y con más alteraciones que en el de la metrópoli. Son muy celebrados entre otros edificios:
- el anfiteatro y el templo de Roma y Augusto en Nimes (Maison Carrée)
- la Puerta negra en Tréveris
- el Templo de Vesta en etapa pontificia
- el Arco de Trajano en Ancona y en Benevento
- el palacio y el mausoleo de Diocleciano en Spalato (hoy, catedral)
- los templos de Baalbeck y de Palmira en Líbano y Siria respectivamente

## Diseño urbano
Los antiguos romanos empleaban estructuras ortogonales regulares sobre las que construyeron las ciudades coloniales. Probablemente se inspiraron en ejemplos griegos y helénicos, así como en ciudades planificadas regularmente que fueron construidas por los etruscos en Italia. Sin embargo, Roma, la capital imperial, creció desordenadamente, por lo que existió un marcado contraste entre las ordenadas cuadrículas del diseño de las ciudades provinciales y el caótico e irregular trazado de la capital.

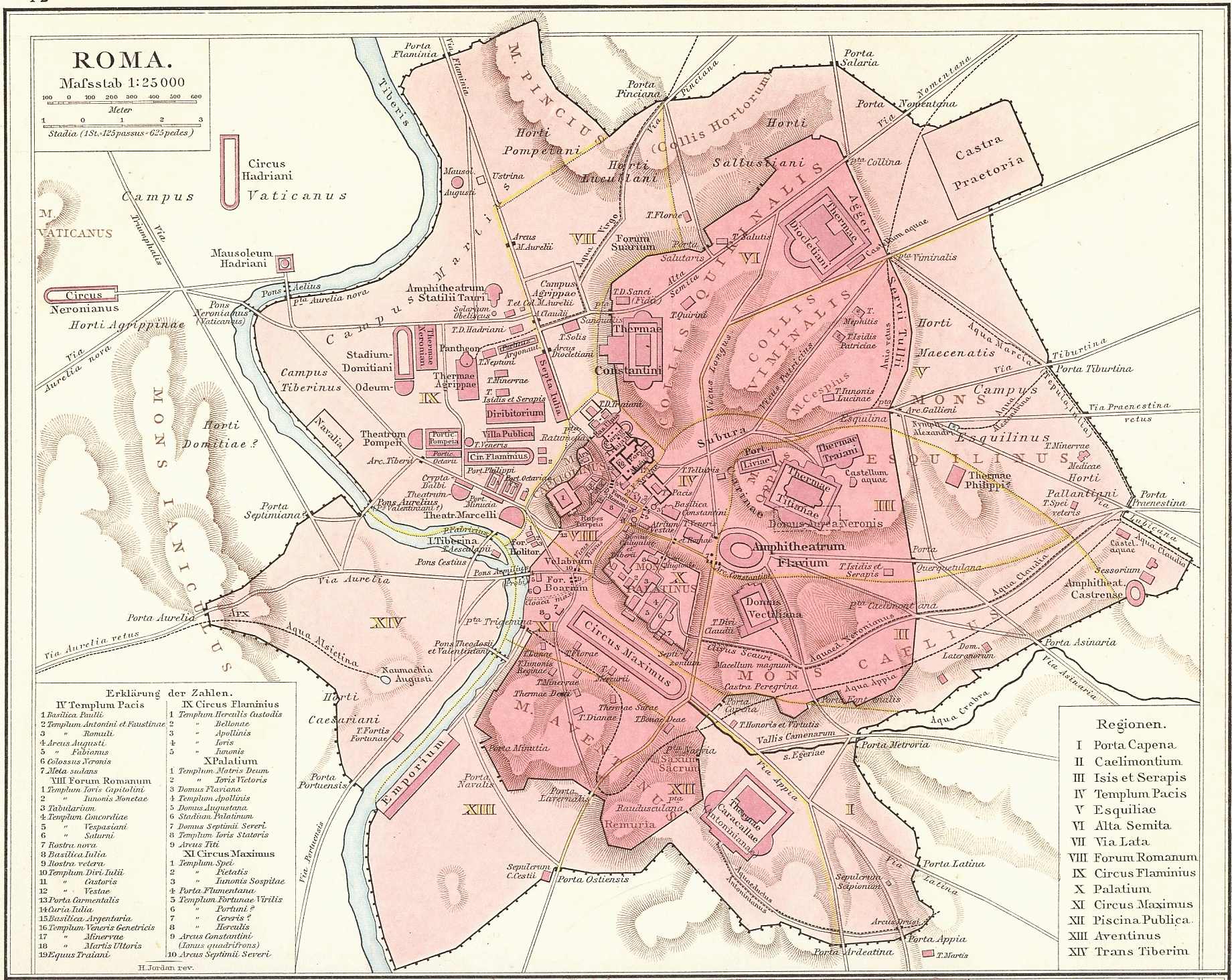
Plano de Roma en época imperial.

Los romanos utilizaron un esquema consolidado de planificación urbana, desarrollado para la conveniencia civil. El plan básico consistía en un foro central alrededor del cual se agrupaban los principales servicios de la ciudad, rodeado de una cuadrícula compacta y rectilínea de calles. Para reducir los tiempos de viaje, dos calles diagonales cruzaron la cuadrícula, pasando por el cuadrado central. Por lo general, un río fluía a través de la ciudad, proporcionando agua, transporte y eliminación de aguas residuales. Cientos de pueblos y ciudades fueron construidos por los romanos en todo el Imperio. Muchas ciudades europeas, como Turín, preservan los restos de estos esquemas, que muestran la forma muy lógica en que los romanos diseñaron sus ciudades. Tendrían las calles en ángulo recto, en forma de una cuadrícula. Todos los caminos tenían el mismo ancho y largo, excepto dos, que eran ligeramente más anchos que los demás. Uno de ellos corría de este a oeste, el otro, de norte a sur, y se cruzaban en el medio para formar el centro de la cuadrícula. Todos los caminos estaban hechos con piedras de bandera cuidadosamente instaladas y rellenos con piedras y guijarros más pequeños y compactos. Los puentes fueron construidos donde era necesario. Cada cuadrado marcado por cuatro caminos se llamaba ínsula, el equivalente romano de una manzana moderna.

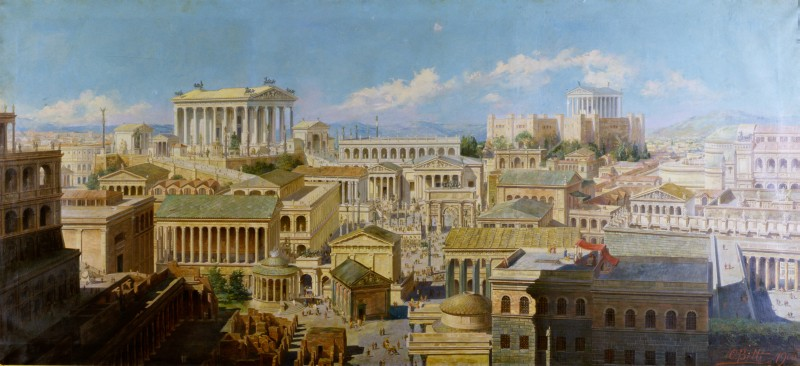
Vista de Roma en época imperial (reconstrucción artística de Oreste Betti).

Cada ínsula era de 80 yardas (73 m) cuadradas, con la tierra dentro de ella dividida. A medida que la ciudad se desarrollaba, cada ínsula se llenaría finalmente con edificios de varias formas y tamaños y se cruzaría con caminos y callejuelas. La mayoría de las insulae fueron entregadas a los primeros colonos de una ciudad romana, pero cada persona tenía que pagar para construir su propia casa.
Durante el Bajo Imperio, las ciudades comenzaron a ser rodeadas por murallas para protegerlas de los invasores y para marcar los límites de la ciudad. Las áreas fuera de los límites de la ciudad se dejaron abiertas como tierras de cultivo. Al final de cada carretera principal había una gran entrada con atalayas. Con el avance del declive y la decadencia urbanística, se colocaron rastrillos en las puertas de las murallas para proteger a las ciudades en caso de caer bajo asedio enemigo, y se construyeron torres de vigilancia adicionales a lo largo de las murallas de la ciudad.
El desarrollo de la urbanización griega y romana es relativamente conocido, ya que hay muchas fuentes escritas y se ha prestado mucha atención al tema, ya que los romanos y los griegos son generalmente considerados como los que dieron origen a la ciudad occidental moderna.

## Tipos de construcciones
Los romanos recibieron diferentes tipologías que modificaron o adaptaron a sus gustos o necesidades, desarrollando algunas gracias a nuevas técnicas. Entre estas podemos señalar la domus, el templo, el teatro y los monumentos funerarios.

### Foro

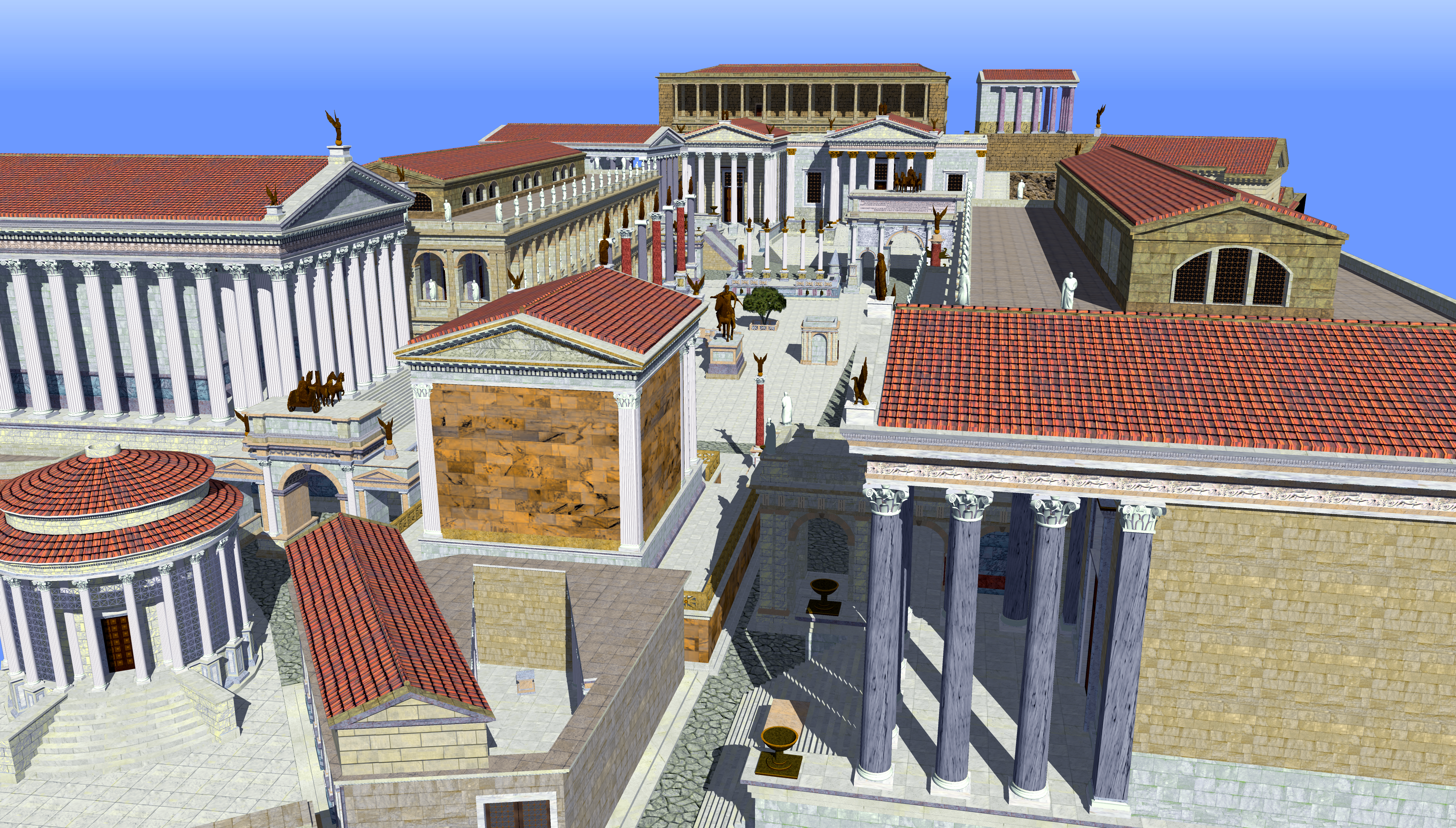
Reconstrucción digital del Foro romano.

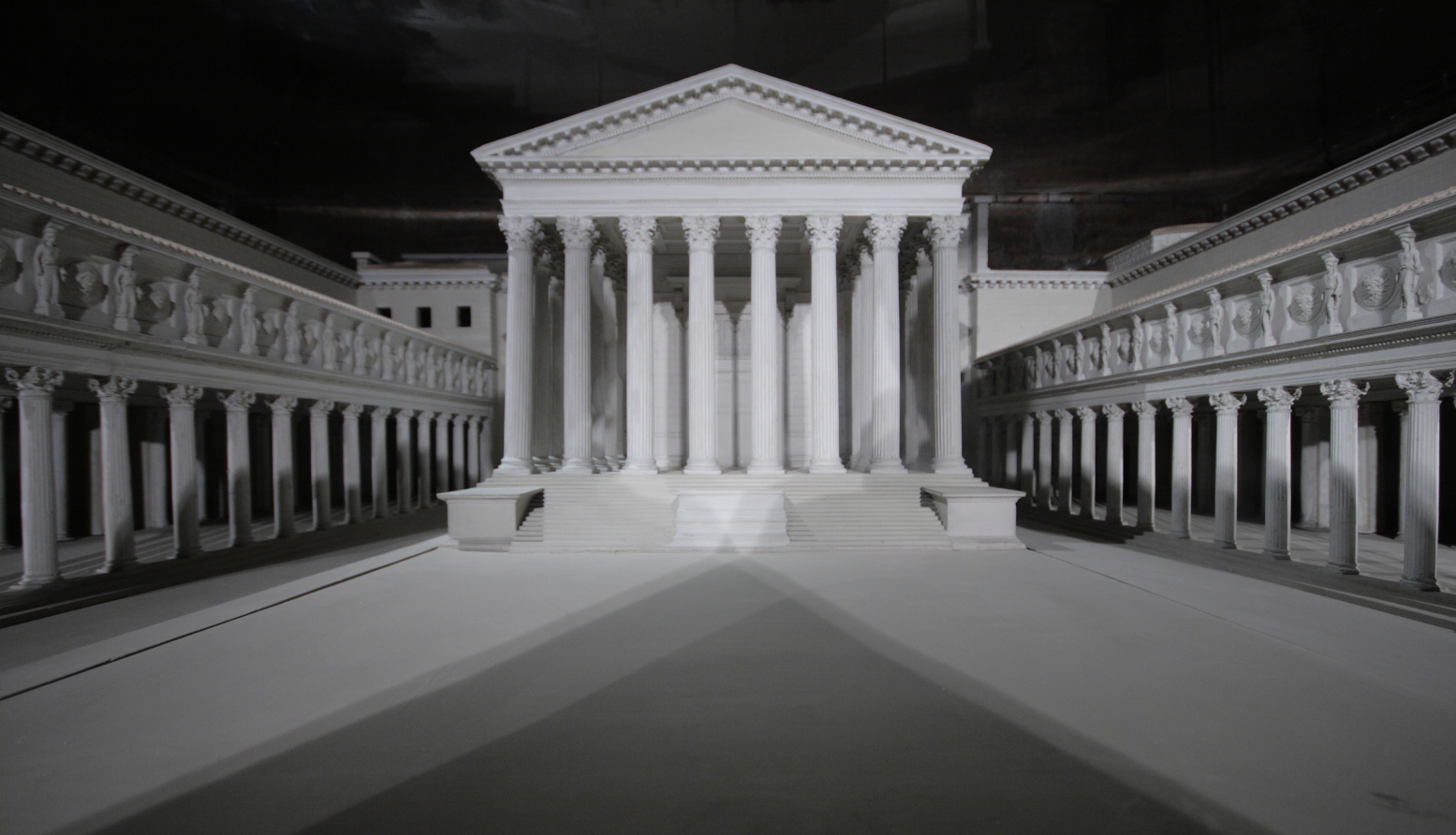
Modelo a escala del Foro de Augusto.

El foro romano era el principal espacio abierto público de un municipium romano, o de cualquier civitas, principalmente utilizado como un mercado, junto con los edificios utilizados para las tiendas y las stoas utilizadas para puestos abiertos. Otros edificios públicos grandes a menudo se ubicaban en los bordes o cerca del foro. El magistrado responsable de las vías construía varios foros en ubicaciones remotas a lo largo de una vía principal, en cuyo caso el foro era el único asentamiento en el sitio y tenía su propio nombre, como Forum Popilii o Forum Livii.
Augusto afirmó que «encontró la ciudad en ladrillo y la dejó en mármol». Aunque hay muchas posibilidades de que esto sea una exageración, hay algo que decir acerca de la afluencia del uso del mármol en el Foro Romano desde el año 63 a. C. en adelante. Durante el reinado de Augusto, se describió que el Foro había sido un espacio más grande y más libre que el Foro de los tiempos imperiales. El Foro comenzó a asumir cambios con la llegada de Julio César, quien trazó amplios planes para el centro del mercado. Mientras que la muerte de César llegó prematuramente, las ideas en sí mismas, así como las de Augusto con respecto al Foro, demostraron ser las más influyentes en los años venideros. El desvío de los negocios públicos hacia los foros imperiales más grandes y espléndidos erigidos en las cercanías resultó en el abandono del diseño general del Foro Romano.
Cada ciudad tenía al menos un foro de tamaño variable. Además de su función estándar como mercado, un foro era un lugar de reunión de gran importancia social y, a menudo, escenario de diversas actividades, incluidas discusiones y debates políticos, encuentros, reuniones, discursos, etc.
En las nuevas ciudades romanas, el foro generalmente estaba ubicado en la intersección de las principales calles norte-sur y este-oeste (el cardo y el decumanus). Por lo general, todos los foros tendrían un Templo de Júpiter en el extremo norte, y también contendrían otros templos, así como también la basílica; expuesta al público, se exponía una tabla de pesos y medidas públicas, para que los clientes en el mercado pudieran asegurarse de que se les cobrara lo justo, y a menudo tendrían los baños o termas cerca.

### Basílica

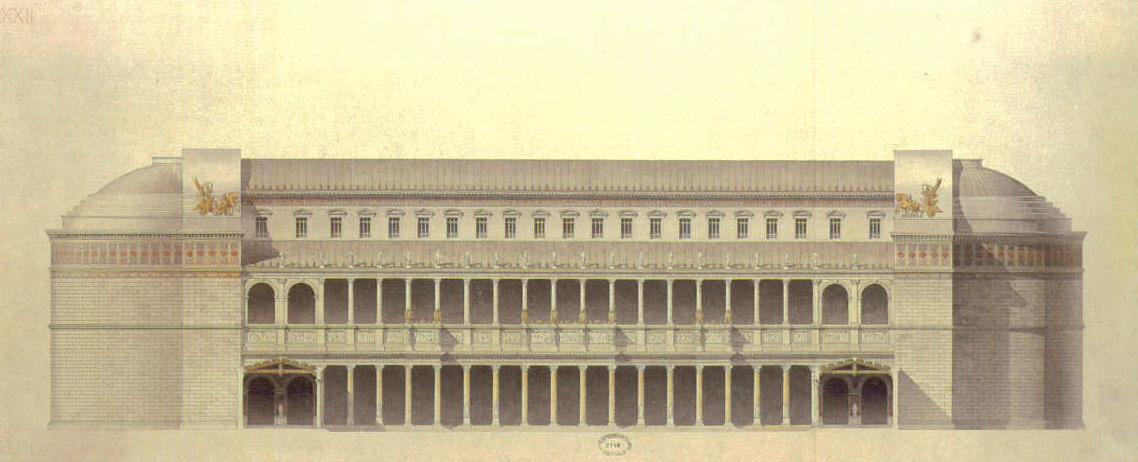
Reconstrucción de la Basílica Ulpia.

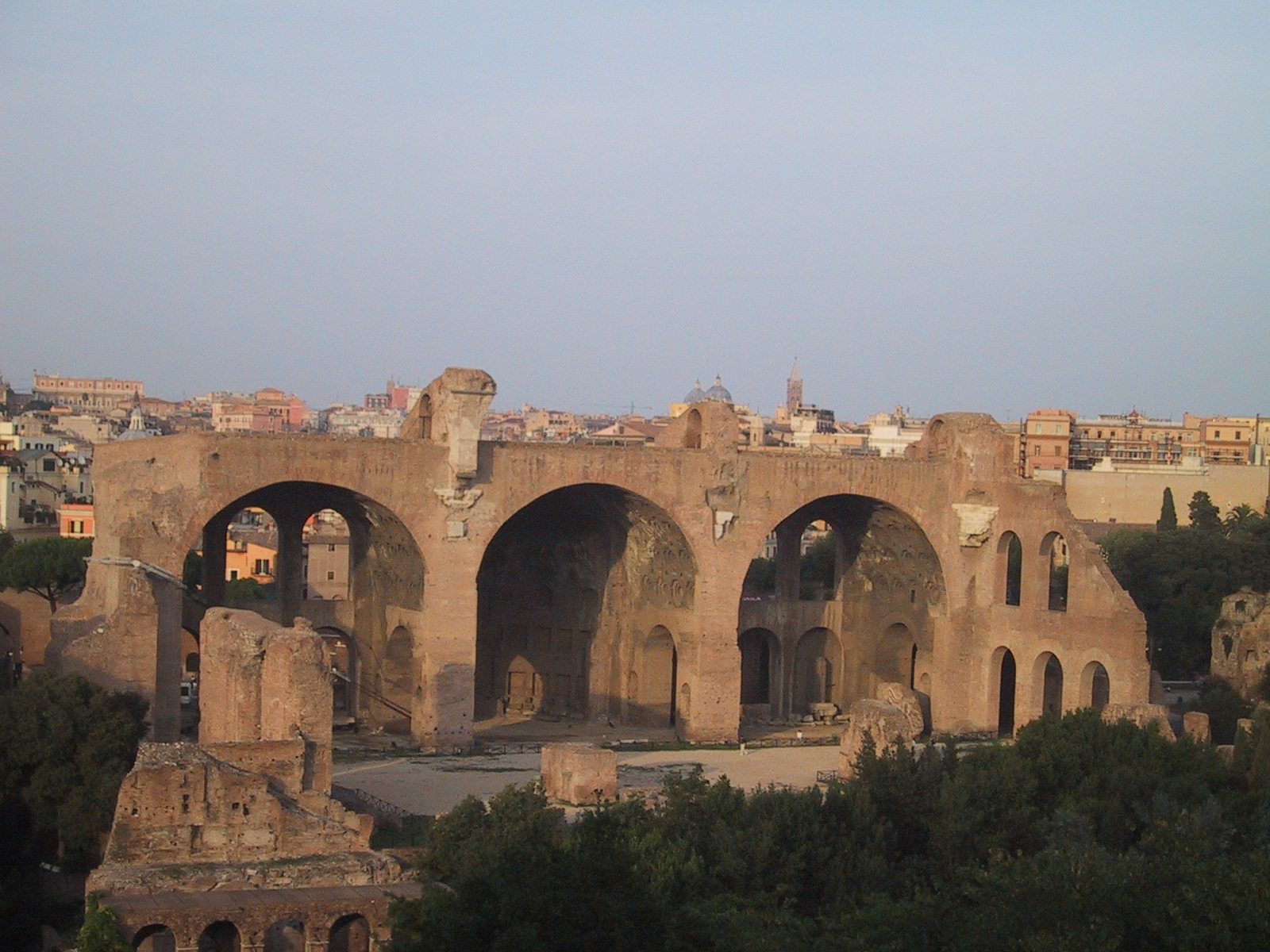
Ruinas de la Basílica de Majencio.

La basílica romana era un gran edificio público donde se podían tramitar asuntos comerciales o legales, y que también se usaba para ceremonias oficiales, teniendo muchas de las funciones de los actuales ayuntamientos. Su estructura era de planta rectangular con pronaos o pórtico, naves (central y laterales) para el público, transeptum o chalcidicum para los abogados, absis o exedra para el tribunal, entradas principal y laterales y tribunas o galerías, sobre las naves laterales, con vistas a la central. Aunque su forma era variable, las basílicas a menudo contenían columnatas interiores que dividían el espacio, dando pasillos o espacios con arcadas en uno o ambos lados, con un ábside en un extremo (o menos a menudo en cada extremo), donde los magistrados se sentaban, a menudo en un estrado ligeramente elevado. El pasillo central tendía a ser ancho y era más alto que los pasillos laterales, de modo que la luz podía penetrar a través de las ventanas del triforio.
La basílica más antigua conocida, la Basílica Porcia, fue construida en Roma en 184 a. C. por Catón el Viejo durante el tiempo en que fue Censor. Otros ejemplos tempranos incluyen la basílica de Pompeya (finales del siglo II a. C.). Después de que el cristianismo se convirtiera en la religión oficial, la forma de la basílica fue considerada apropiada para las primeras grandes iglesias públicas, con la atracción de evitar las reminiscencias de la forma del templo grecorromano.

### Termas

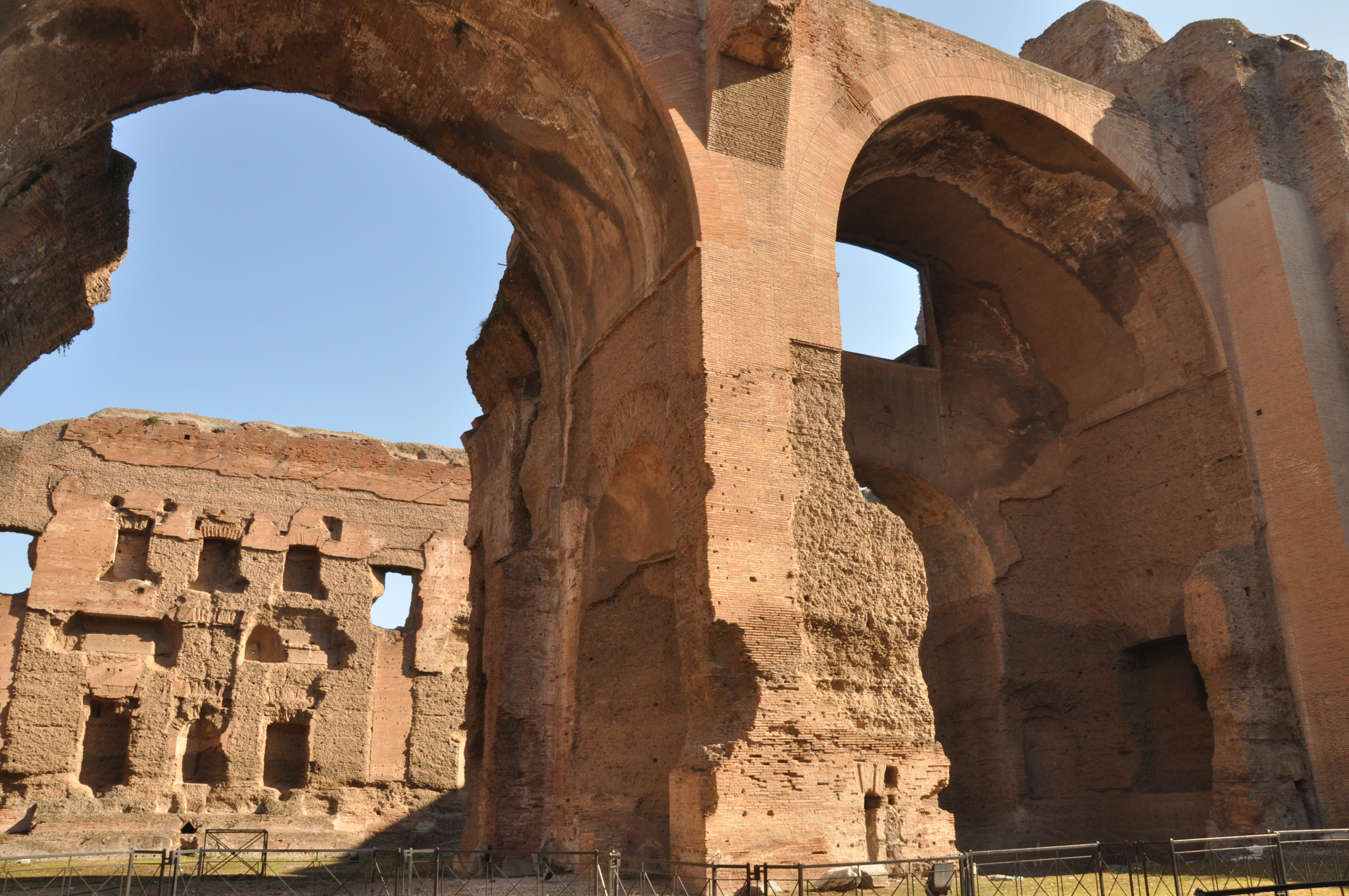
Ruinas de las Termas de Caracalla.

Todas las ciudades romanas tenían al menos unas thermae, una instalación popular para el baño público, el ejercicio y la socialización. Las termas romanas incluían salas especializadas para la práctica de la lucha libre, el levantamiento de pesas, la natación e incluso salas de lectura y bibliotecas. El baño era una parte muy importante en la vida de los antiguos romanos, por lo que en las termas podían gastarse varias horas al día, a un costo muy bajo subsidiado por el gobierno. Los romanos más ricos a menudo iban acompañados por uno o más esclavos, que realizaban cualquier tarea requerida, como traer refrescos, guardar objetos de valor, proporcionar toallas, y al final de la sesión, aplicar aceite de oliva al cuerpo de sus amos, que luego raspaba con un estrigilo, un raspador hecho de madera o hueso.

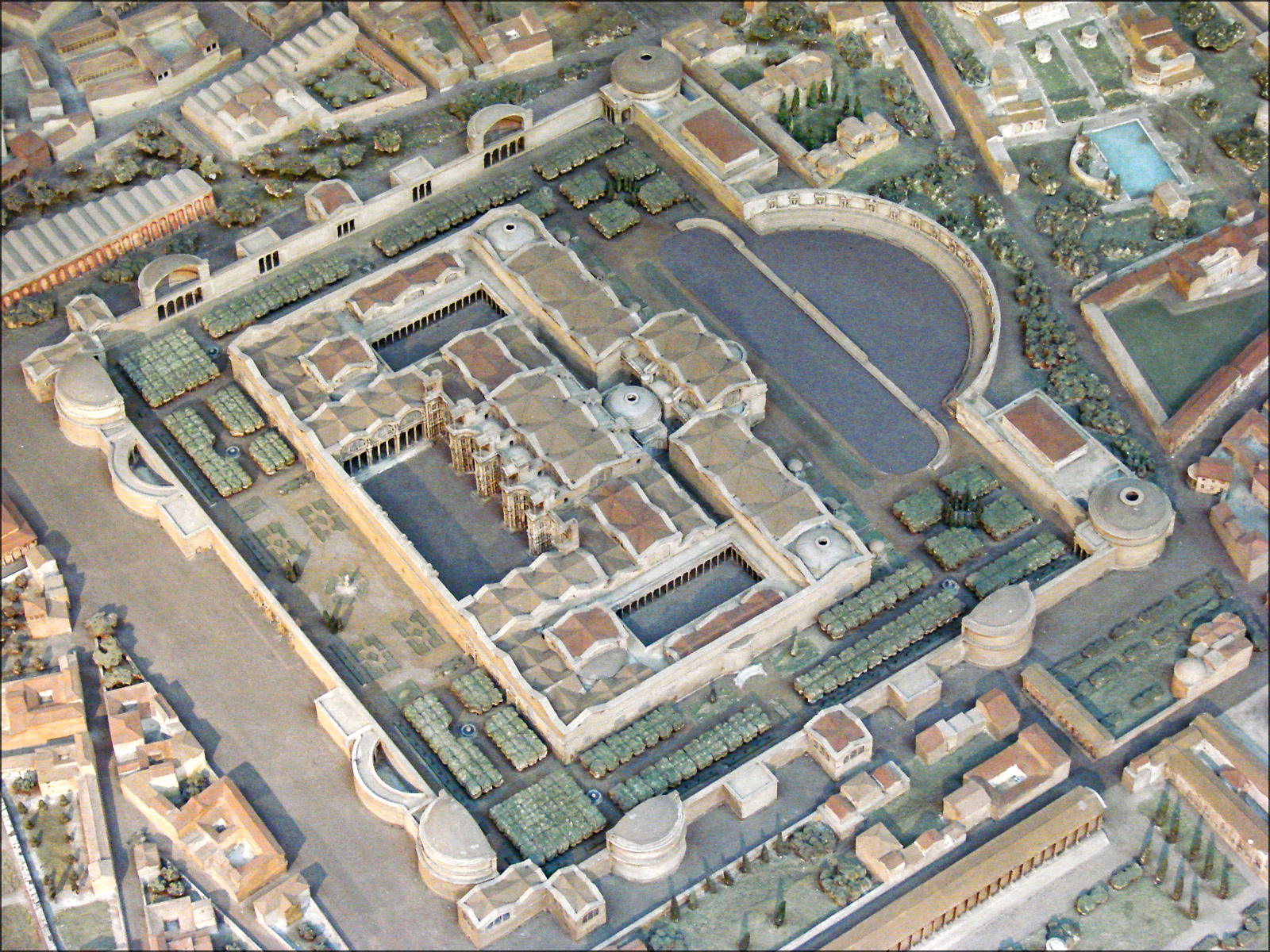
Modelo a escala de las Termas de Diocleciano.

También existían termas terapéuticas, ubicadas principalmente en los balnearios romanos, cuya destinación era principalmente curar ciertas enfermedades mediante el agua termal medicinal. Según el tipo de dolencia, los médicos romanos recomendaban a sus pacientes determinados tratamientos hidroterápicos en piscinas con agua de distinta temperatura, o en estanques destinados a distintas partes del cuerpo.
También se proporcionaron baños romanos para villas privadas, casas y fuertes militares. Normalmente se les suministraba agua de un río o arroyo adyacente, o por acueducto. El diseño de las termas lo analiza Vitruvio en su obra De Architectura.

### Teatro

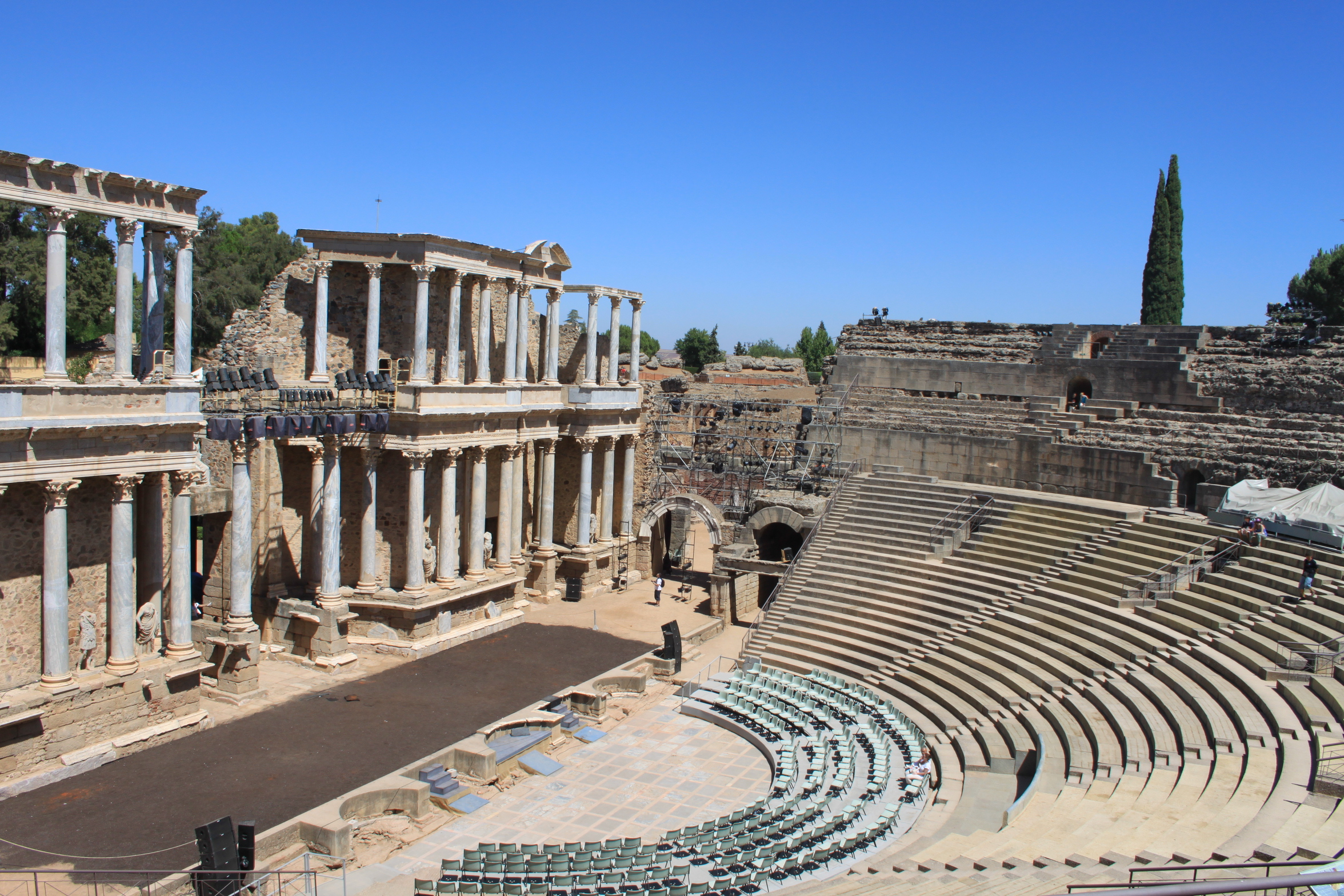
Ruinas del Teatro romano de Mérida.

Los teatros romanos se construyeron en todas las áreas del Imperio, desde España hasta el Medio Oriente. Debido a la capacidad de los romanos para influir en la arquitectura local, vemos numerosos teatros en todo el mundo con atributos exclusivamente romanos.
Estos edificios eran semicirculares y poseían ciertas estructuras arquitectónicas inherentes, con pequeñas diferencias dependiendo de la región en la que se construyeron. La scaenae frons era una pared trasera alta del piso del escenario, sostenida por columnas. El proscaenium era una pared que sostenía el borde frontal del escenario con nichos ornamentados a los lados. La influencia helenística se ve a través del uso del proscaenium. El teatro romano también tenía un podio, que a veces sostenía las columnas de los scaenae frons. Las scaenae originalmente no era parte del edificio en sí, construido solo para proporcionar antecedentes suficientes para los actores. Finalmente, se convirtió en una parte del edificio en sí, hecho de hormigón. El teatro estaba dividido en el escenario (orquesta) y la sección de asientos (auditorio). Los vomitorio, o las entradas y salidas, se pusieron a disposición de la audiencia.

### Anfiteatro

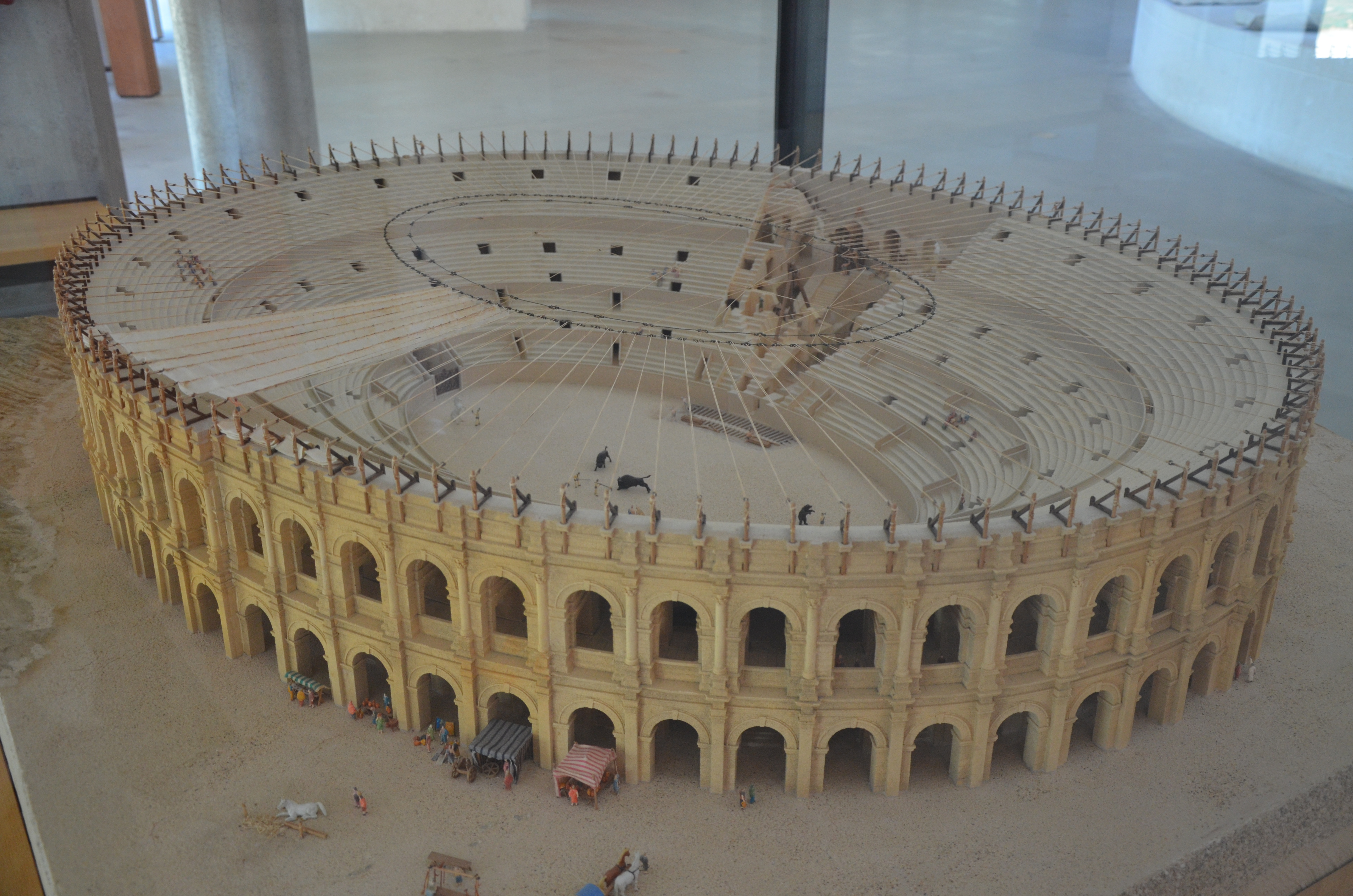
Modelo a escala del anfiteatro de Arlés.

El anfiteatro era, con el arco triunfal y la basílica, el único nuevo tipo importante de edificio desarrollado por los romanos. Algunos de los edificios seculares más impresionantes son los anfiteatros; se conocen más de 200 y muchos de ellos están bien conservados, como el de Arlés, así como el Coliseo de Roma. Fueron utilizados para la lucha de gladiadores, exhibiciones, reuniones públicas y corridas de toros, cuya tradición aún sobrevive en España y en gran parte de Hispanoamérica. Su forma y funciones los distinguen de los teatros romanos, que tienen una forma más o menos semicircular; de los circos (similares a los hipódromos) cuyos circuitos mucho más largos fueron diseñados principalmente para carreras de caballos o carros; y desde los estadios más pequeños, que fueron diseñados principalmente para carreras de atletismo. Cuando los anfiteatros eran inundados con el fin de representar batallas navales, eran llamados naumaquias, aunque en ocasiones las naumaquias fueron construidas como edificaciones independientes.
Los primeros anfiteatros romanos datan de mediados del siglo I a. C., pero la mayoría se construyeron bajo el dominio imperial, desde el período de Augusto (27 a. C.-14 d. C.) en adelante. Los anfiteatros imperiales se construyeron en todo el imperio romano; el más grande podía acomodar de 40.000 a 60.000 espectadores, y las fachadas con arcadas más grandes, de varios pisos, estaban elaboradamente decoradas con mármol, estuco y estatuas. Después de la prohibición de los juegos de gladiadores en el siglo V y de las matanzas de animales en el siglo VI, la mayoría de los anfiteatros cayeron en mal estado y sus materiales fueron extraídos o reciclados. Algunos fueron arrasados y otros convertidos en fortificaciones. Otros continuaron siendo lugares convenientes para reuniones abiertas; en algunos de estos se realizaron reformas para convertirlos en iglesias.
Arquitectónicamente, son típicamente un ejemplo del uso romano de los órdenes clásicos para decorar grandes muros de concreto perforados a intervalos, donde las columnas no tienen nada que soportar. Estéticamente, sin embargo, la fórmula es exitosa.

### Circo romano

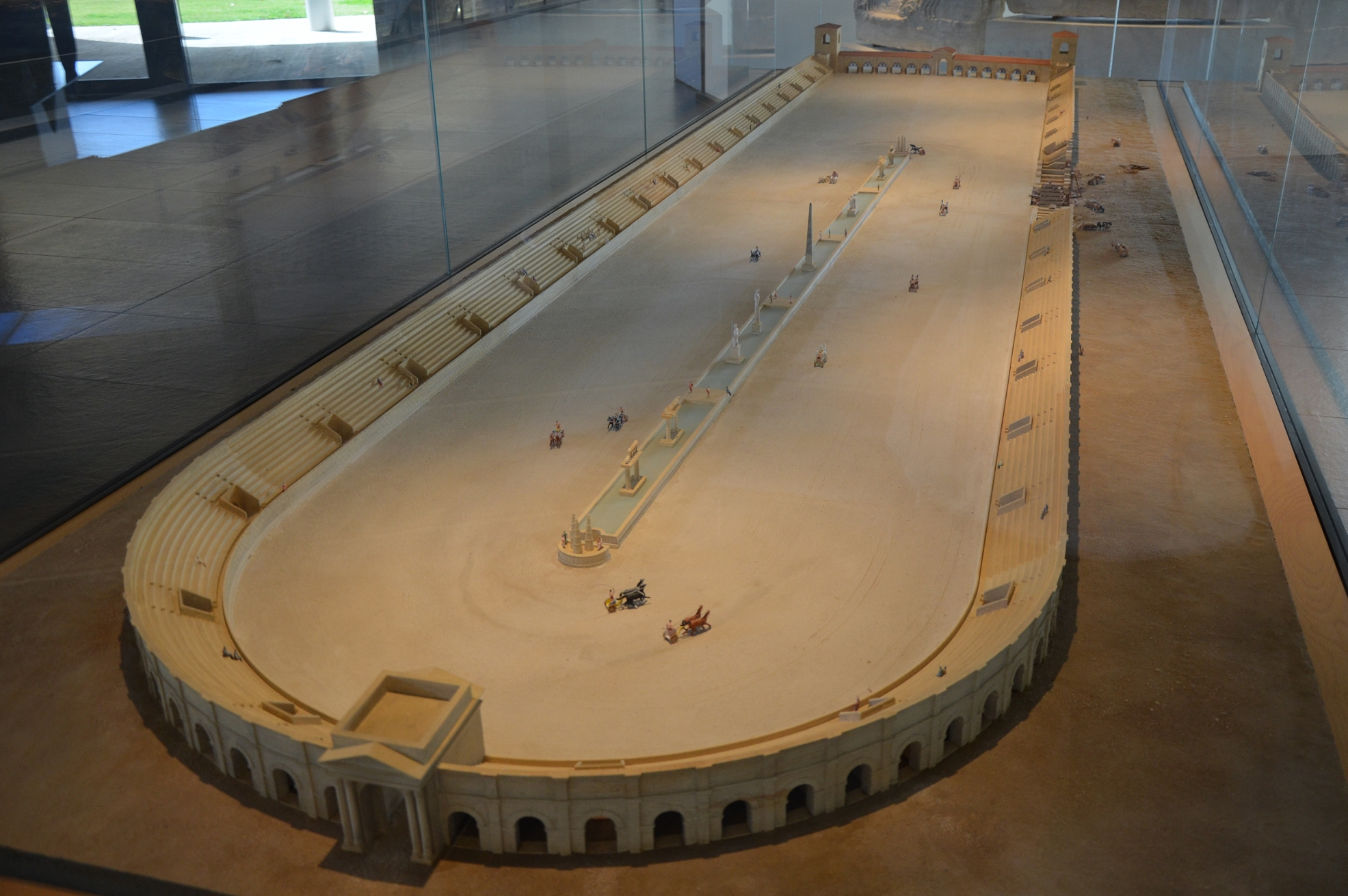
Modelo a escala del circo de Arlés.

El circo romano era un gran lugar al aire libre utilizado para eventos públicos en el antiguo Imperio romano. Los circos eran similares a los antiguos hipódromos griegos, aunque los circos tenían usos diferentes y diferían en diseño y construcción. Junto con teatros y anfiteatros, los circos fueron uno de los principales lugares de entretenimiento de la época. Los circos eran lugares para carreras de carros, carreras de caballos y representaciones que conmemoraban eventos importantes del Imperio.
El espacio de actuación del circo romano era normalmente, a pesar de su nombre, un rectángulo oblongo de dos secciones lineales de pista de carrera, separadas por una franja mediana que recorría aproximadamente dos tercios de la pista, unidas en un extremo con una sección semicircular y en el otro extremo con una sección de vía indivisa cerrada (en la mayoría de los casos) por una puerta de salida distintiva conocida como el carceres, creando así un circuito para las carreras.

### Templo romano

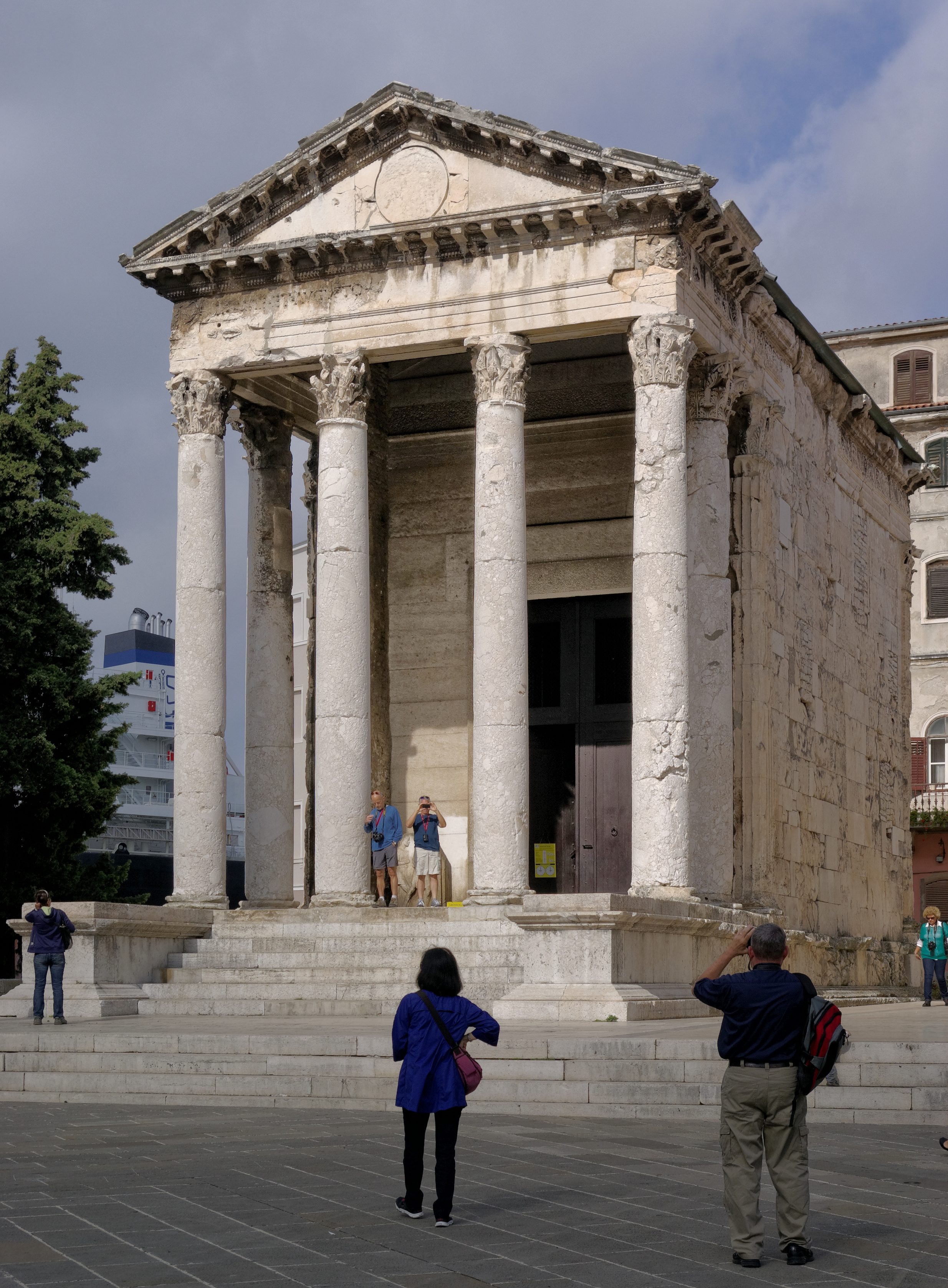
Templo de Roma y Augusto en Pula (Croacia).

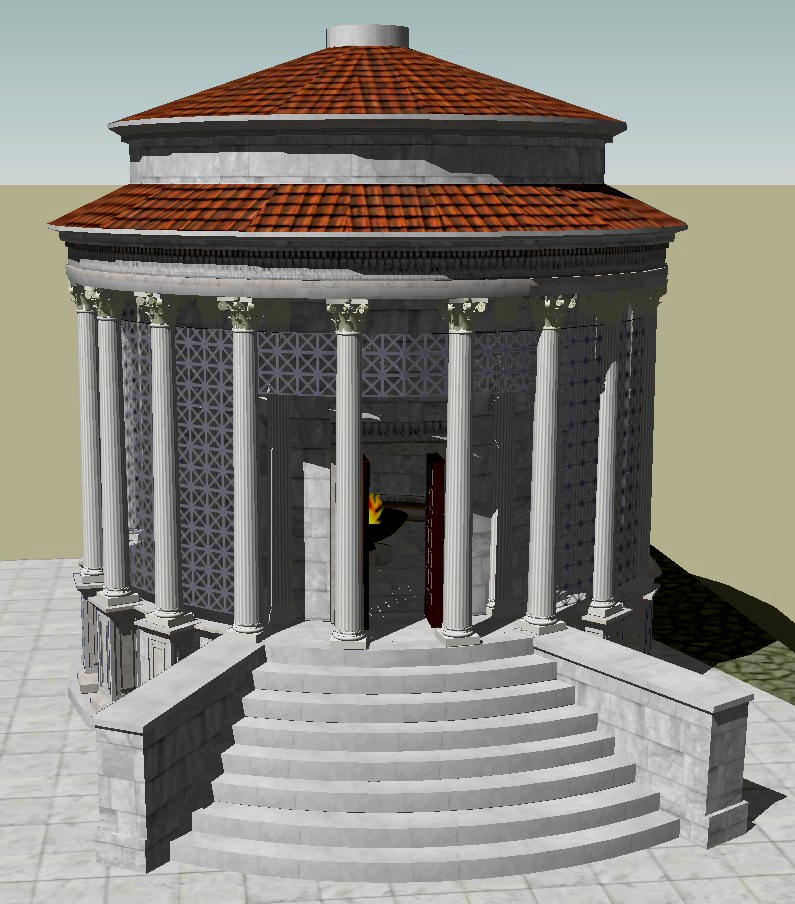
Reconstrucción digital del Templo de Vesta (Roma), de planta circular.

Los romanos dispusieron en un principio los templos de una manera similar a los de los griegos (si bien se adoptó mucho más que entre ellos la rotonda) hasta que se modificaron disminuyendo el número de columnas exteriores o sustituyéndolas por pilastras (columnas adosadas al muro), abovedando las naves pero sin acusarse al exterior la bóveda ni el arco en los templos rectangulares. Había dos tipos básicos de plantas para los templos: la planta rectangular, que era la más común, y la planta circular.
Los templos romanos se encontraban entre los edificios más importantes y ricos de la cultura romana, aunque solo unos pocos sobreviven en cualquier tipo de estado completo. Su construcción y mantenimiento era una parte importante de la antigua religión romana, y todas las ciudades de importancia tenían al menos un templo principal, así como santuarios más pequeños. La sala principal (cella) albergaba la imagen de culto de la deidad a quien estaba dedicado el templo, y a menudo un pequeño altar para incienso o libaciones. Detrás de la cella había una habitación o habitaciones usadas por los asistentes del templo para guardar los utensilios y las ofrendas.
Algunos restos de muchos templos romanos sobreviven, sobre todo en la propia Roma; muchos sobrevivieron debido a que se convirtieron en iglesias católicas. El declive de la religión romana fue relativamente lento, y los templos mismos no fueron apropiados por el gobierno hasta un decreto del emperador Honorio en 415. Algunos de los templos más antiguos que perduran incluyen el Templo de Hércules Víctor (mediados del siglo II a. C.) y el Templo de Portunus (120-80 a. C.), ambos de pie dentro del Foro Boario.

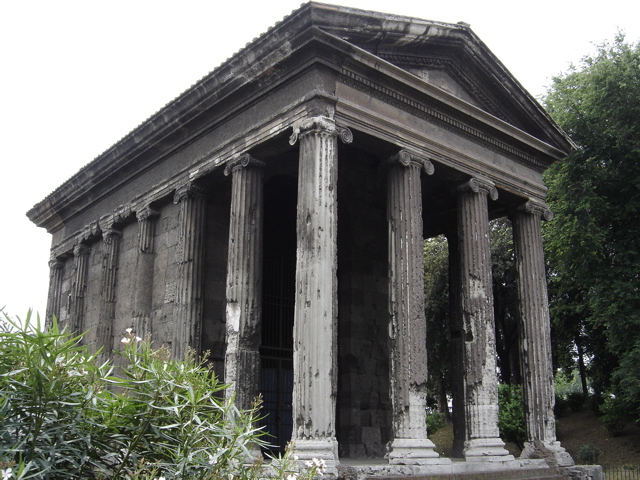
Templo de Portuno en el Foro Boario (Roma).

La forma del templo romano se derivó principalmente del modelo etrusco, pero usando estilos griegos. Los templos romanos enfatizaban el frente del edificio, que seguía los modelos de los templos griegos y típicamente consistía en amplios escalones que conducían a un pórtico con columnas, un pronaos y generalmente un frontón triangular arriba, que estaba lleno de estatuas; esto fue tan a menudo en terracota como en piedra, y ningún ejemplo ha sobrevivido excepto como fragmentos. Sin embargo, a diferencia de los modelos griegos, que generalmente daban el mismo tratamiento a todos los lados del templo, que podían verse y abordarse desde todas las direcciones, los lados y la parte trasera de los templos romanos podrían no estar decorados (como en el Panteón de Agripa, en Roma), inaccesible por pasos (como en la Maison Carrée), e incluso de vuelta a otros edificios. Al igual que en la Maison Carrée, las columnas a los lados pueden ser medias columnas que emergen de la pared. La plataforma en la que se asentaba el templo normalmente se elevaba más alto en los ejemplos romanos que en los griegos, con diez, doce o más escalones en lugar de los tres típicos de los templos griegos; el Templo de Claudio fue levantado sobre veinte escalones. Estos escalones normalmente solo estaban en la parte delantera y no abarcaban todo el ancho de la estructura.
Las órdenes clásicas griegas en todos sus detalles fueron seguidas de cerca en las fachadas de los templos, como en otros edificios. Sin embargo, las proporciones idealizadas entre los diferentes elementos establecidos por Vitruvio y los teóricos del Renacimiento italiano, no reflejan la práctica real romana, que podría ser muy variable, aunque siempre apuntando al equilibrio y la armonía. Siguiendo una tendencia helenística, el orden corintio y su variante, el orden compuesto, fueron más comunes en los templos romanos sobrevivientes, pero para pequeños templos como el de Alcántara, un simple orden toscano podía ser suficiente.
Hubo una considerable variación local en el estilo, ya que los arquitectos romanos a menudo trataban de incorporar los elementos que la población esperaba en su arquitectura sagrada. Este fue especialmente el caso en Egipto y el Cercano Oriente, donde las diferentes tradiciones de los grandes templos de piedra ya tenían milenios. El templo romano-celta era un estilo simple para los pequeños templos encontrados en el Imperio Occidental, y por lejos el tipo más común en la Bretaña romana. A menudo carecía de las características clásicas distintivas, y puede haber tenido una considerable continuidad con los templos prerromanos de la religión celta.

### Vivienda
- Domus:

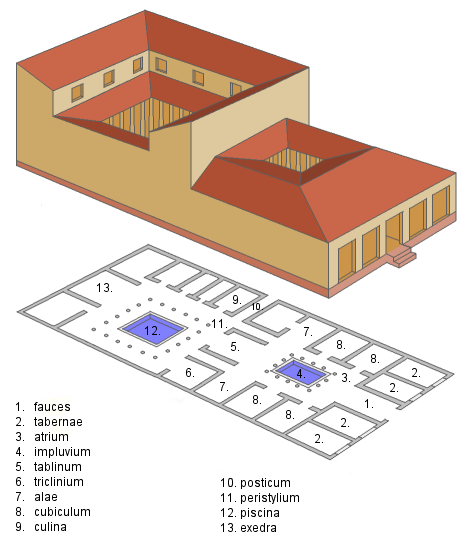
Esquema básico de una domus.

La domus era la casa romana urbana, de planta más o menos rectangular; solía tener entre una y dos plantas; casi nunca tenía ventanas hacia la calle, y en algunas ocasiones podía tener locales comerciales. Tenía un patio central llamado atrio (atrium) con claraboya cenital. En el atrio solía haber un altar (lararium) para los dioses familiares (lares y penates); el humo del incienso que se quemaba salía por la claraboya. Las estancias principales eran el tablinum (sala de recepción y comedor) y la alcoba con el tálamo conyugal. En el siglo II a. C., por influencia griega, se abrió otro patio en la parte posterior, pero rodeado de columnas, llamado peristilo, en latín peristylum (literalmente, "rodeado de columnas").
- Villa:

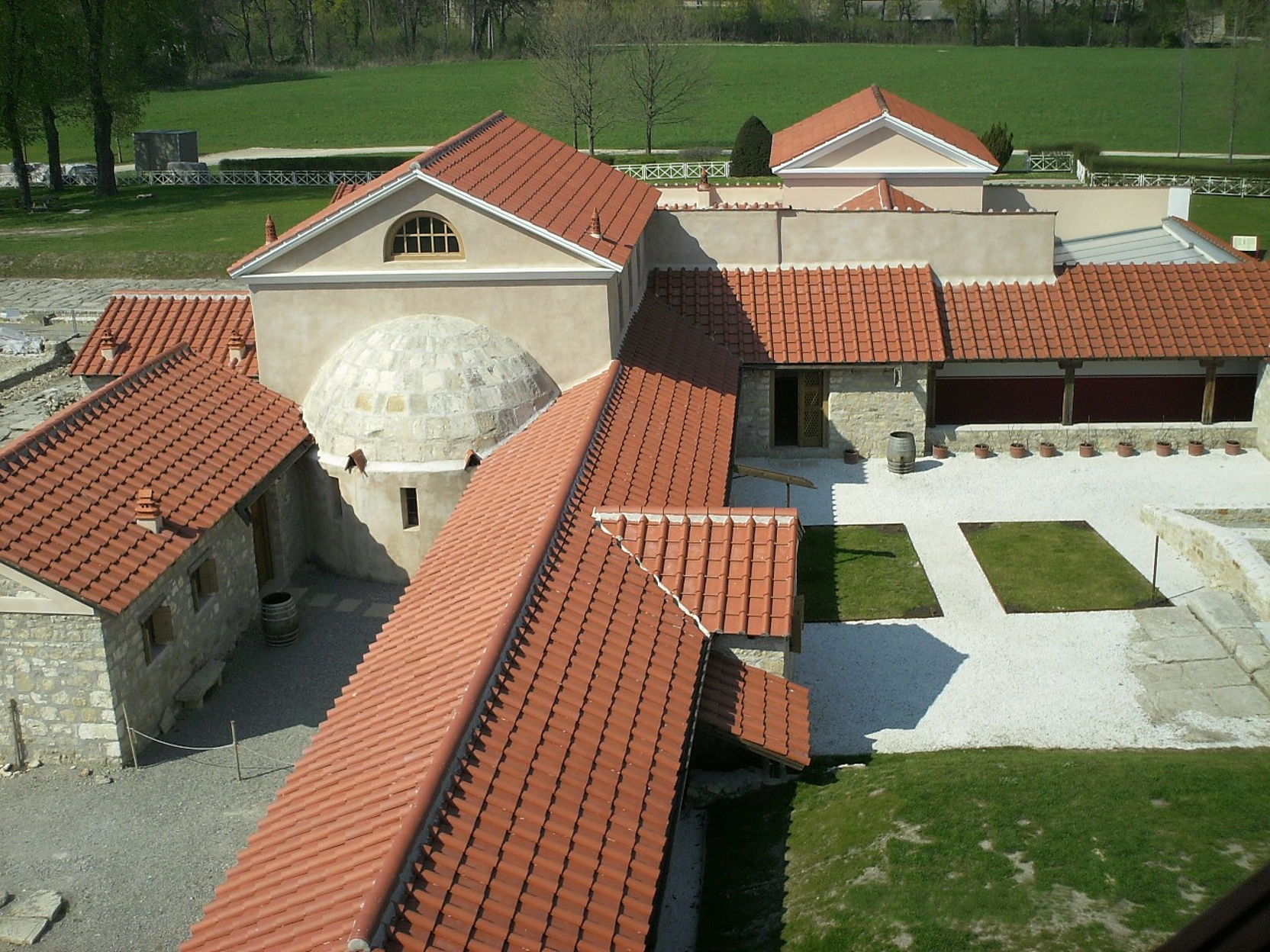
Reconstrucción de la villa urbana de Carnuntum.

Una villa romana era una casa de campo construida para la clase alta, mientras que una domus era la casa de una familia rica o acomodada en una ciudad. El Imperio contenía muchos tipos de villas, no todas ellas lujosamente decoradas con pisos de mosaico y frescos. En las provincias, cualquier casa de campo con algunas características decorativas en el estilo romano puede ser llamada una "villa" por los estudiosos modernos. Algunos eran mansiones de recreo, como la Villa de Adriano en Tívoli, que estaba situada en las colinas a poca distancia de Roma, o como la Villa de los Papiros en Herculano, en lugares pintorescos con vistas a la Bahía de Nápoles.

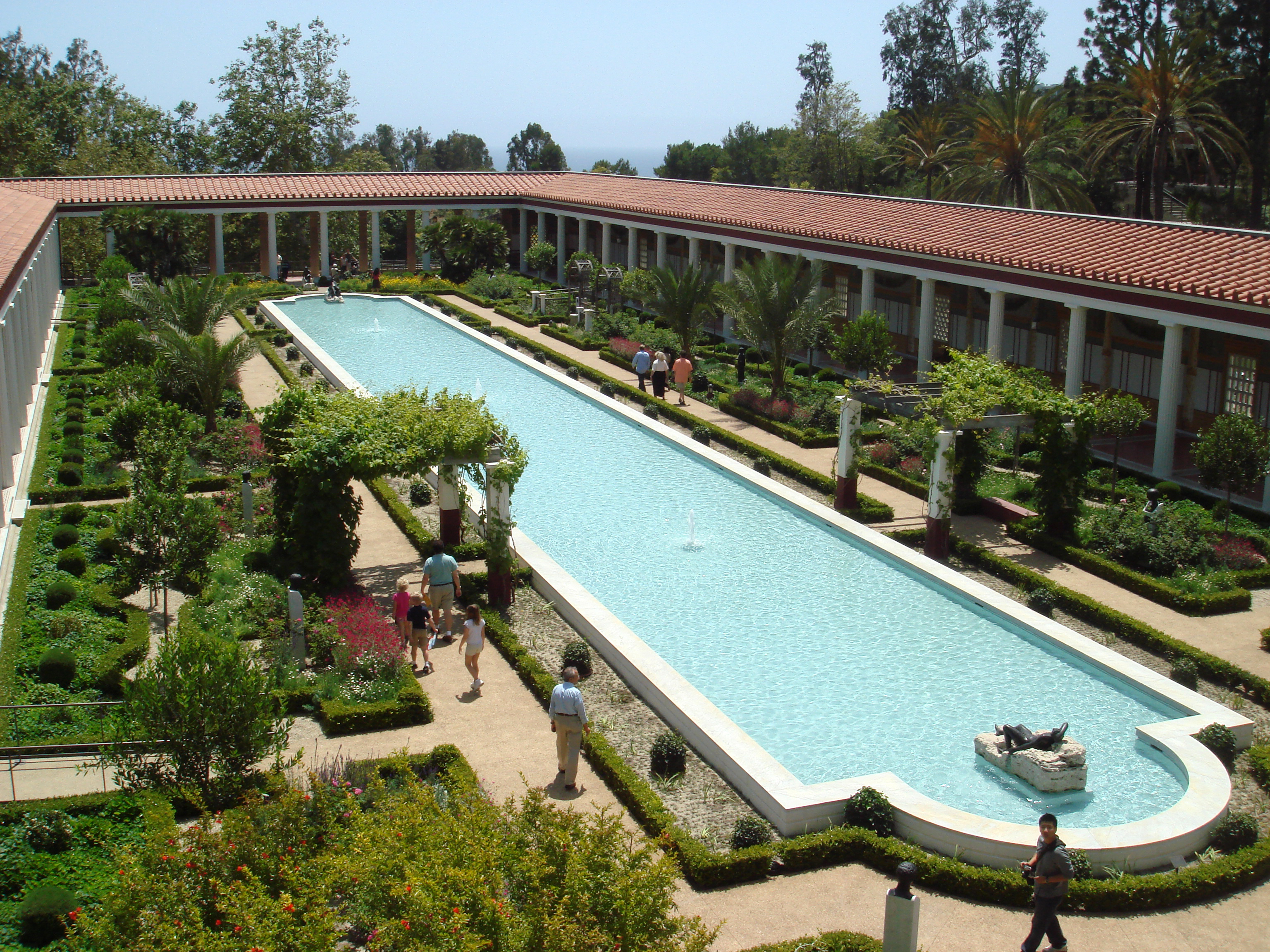
Estanque en los jardines de la Villa Getty.

También se conocían villas suburbanas en las afueras de las ciudades, como las villas republicanas que invadían el Campus Martius, en ese momento en los límites de Roma, y que también se pueden ver fuera de las murallas de la ciudad de Pompeya, incluida la Villa de los Misterios, famosa por sus frescos. Es posible que estas villas suburbanas tempranas fueran de hecho las sedes del poder de hombres fuertes regionales o cabezas de familias importantes.
Un tercer tipo de villa proporcionó el centro organizativo de las grandes propiedades agrícolas llamadas latifundios; tales villas podrían carecer de lujos. Para el siglo IV, villa podía significar simplemente una finca agrícola o de explotación.
Con el colosal Palacio de Diocleciano, proyectado inicialmente como mansión campestre pero luego convertido en una ciudad fortificada, emerge una forma de castillo residencial que se anticipa a la Edad Media.
- Insula:

Los bloques de apartamentos de varios pisos llamados insulae (en singular, insula) se adaptaron a una gran variedad de necesidades residenciales. Las habitaciones más baratas estaban en la parte superior debido a la imposibilidad de escapar en caso de incendio y la falta de agua corriente. Las ventanas eran en su mayoría pequeñas, frente a la calle, con barras de hierro. Las insulae eran a menudo insalubres y propensas a los incendios debido a la sobrepoblación y a las adaptaciones improvisadas de cocinas. Hay ejemplos en la ciudad portuaria romana de Ostia, que se remontan al gobierno de Trajano. Las paredes externas estaban por lo general en ladrillo desnudo, y los interiores solo en raras ocasiones eran enyesados y, a veces, pintados.

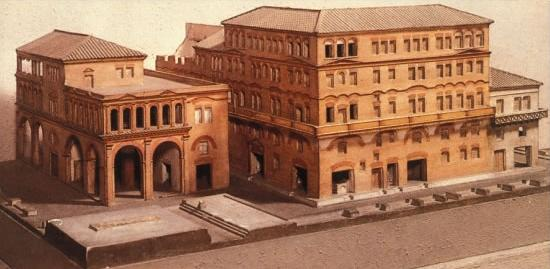
Modelo a escala de la insula conocida como "Casa di Diana", en Ostia Antica.

La antigua Roma tenía casas elaboradas y lujosas propiedad de la élite. La domus, o residencia unifamiliar, era accesible solo a las clases acomodadas, y la mayoría tenía un diseño de la unidad cerrada, que constaba de una o dos habitaciones. Entre 312 y 315 d. C., Roma tenía 1.781 domus y 44.850 insulae.
Las divisiones urbanas eran originalmente bloques de calle, y más tarde comenzaron a dividirse en divisiones más pequeñas. La insulae contenía cenaculum (comedores), tabernae (locales comerciales) y salas de almacenamiento debajo de las escaleras. Otro tipo de vivienda para la plebe era un cenáculo, un departamento, dividido en tres salas individuales: cubículo, exedra y medio. Los departamentos romanos comunes eran principalmente masas de estructuras más pequeñas y más grandes, muchas de ellas con balcones estrechos que presentan misterios en cuanto a su uso, sin puertas para acceder a ellas, y carecían de la excesiva decoración y exhibición de riqueza que las casas de los aristócratas tenían. El lujo en las casas no era común, ya que la vida de la persona promedio no consistía en estar en sus casas, sino en permanecer en los baños públicos y participarían en otras actividades comunitarias.

## Estructuras decorativas

### Arcos triunfales

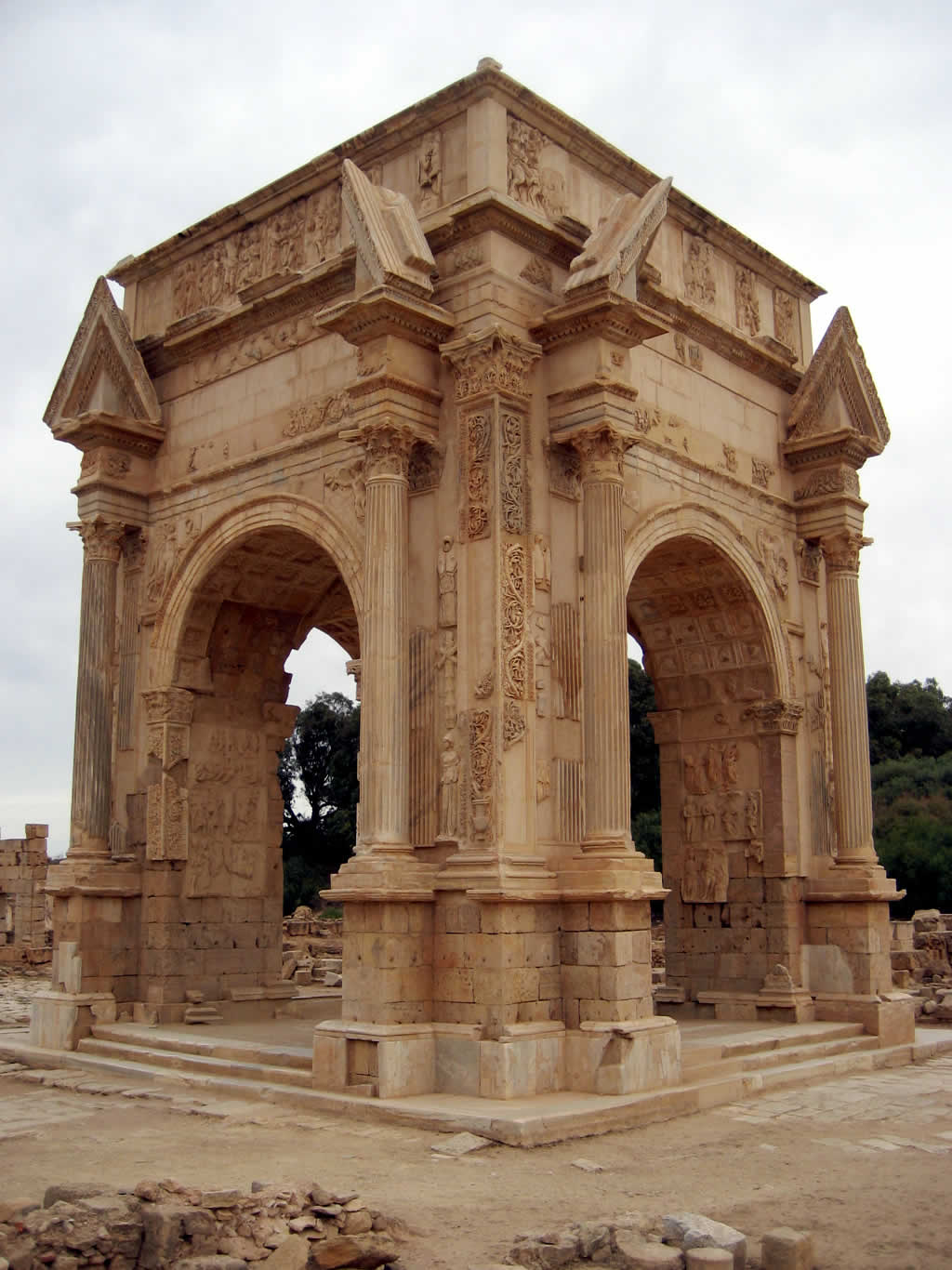
Arco de Septimio Severo en Leptis Magna (Libia).

Un arco de triunfo es una estructura monumental en forma de arco con uno o más pasadizos arqueados, a menudo diseñados para atravesar una calle o vía. Los orígenes del arco triunfal romano no están claros. Había precursores del arco triunfal en el mundo romano; en Italia, los etruscos usaban arcos elaboradamente decorados como puertas o portales para sus ciudades. Los ejemplos sobrevivientes de arcos etruscos todavía se pueden ver en Perugia y Volterra. Los dos elementos clave del arco de triunfo, un arco redondeado y un entablamento cuadrado, se habían utilizado durante mucho tiempo como elementos arquitectónicos separados en la antigua Grecia.
La innovación de los romanos fue utilizar estos elementos en una sola estructura independiente. Las columnas se convirtieron en elementos puramente decorativos en la cara exterior del arco, mientras que el entablamento, liberado de su papel como soporte de construcción, se convirtió en el marco para los mensajes cívicos y religiosos que los constructores del arco deseaban transmitir en inscripciones. Poco se sabe acerca de cómo los romanos veían los arcos triunfales. Plinio el Viejo, escribiendo en el siglo I d. C., fue el único autor antiguo que escribió el respecto. Él escribió que tenían la intención de «elevar por encima del mundo ordinario» la imagen de una persona honrada, representada generalmente en la forma de una estatua con una cuadriga sobre el arco.

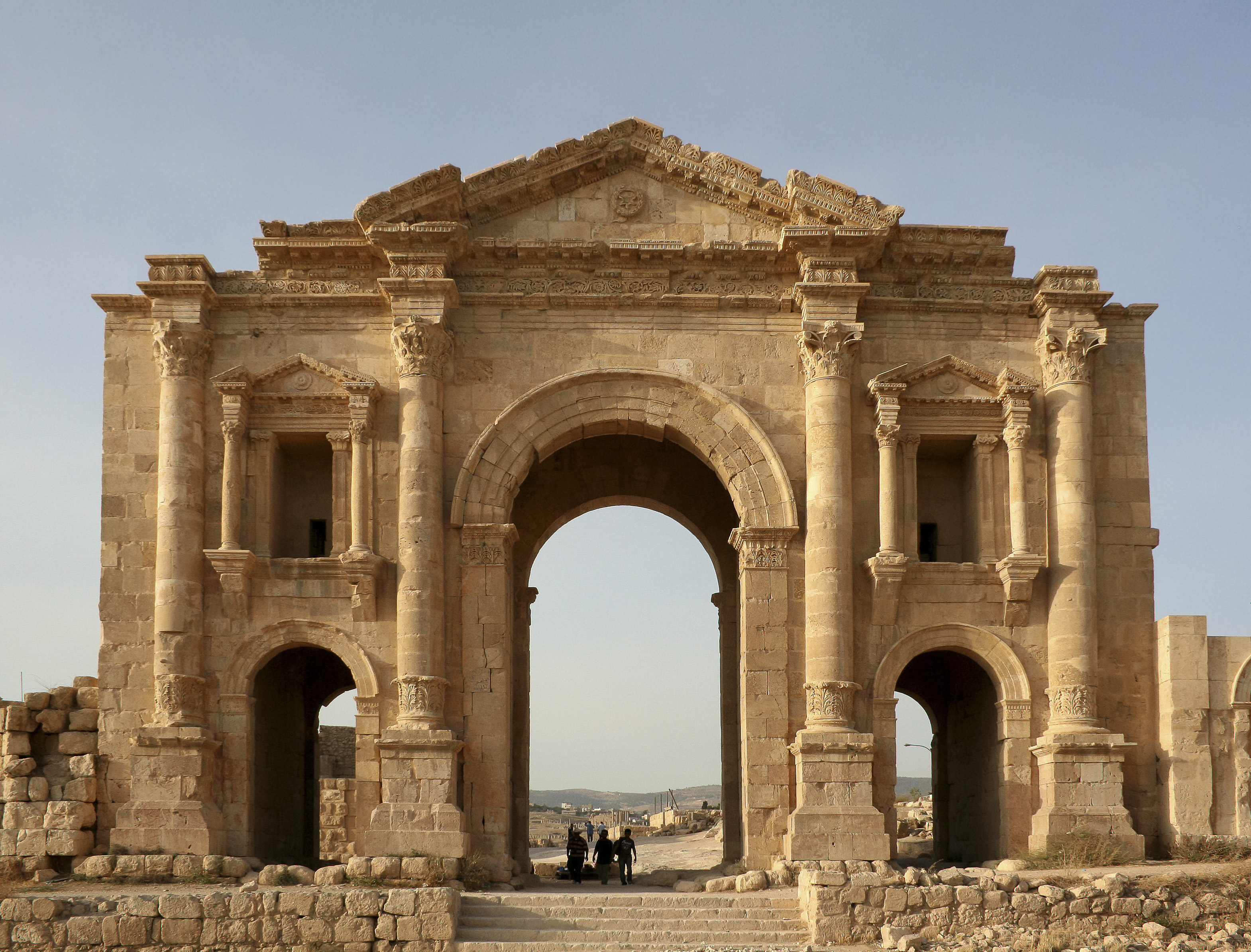
Arco de Adriano en Gerasa.

Los primeros arcos triunfales romanos registrados se establecieron en la época de la República romana. Los generales que obtenían un triunfo fueron llamados triunfadores y se levantaron fornices o arcos honoríficos con estatuas para conmemorar sus victorias. Las prácticas triunfales romanas cambiaron significativamente al comienzo del período imperial, cuando el primer emperador romano, Augusto, decretó que solo los emperadores obtendrían triunfos. El arco triunfal pasó de ser un monumento personal a ser esencialmente propagandístico, sirviendo para anunciar y promover la presencia del gobernante y las leyes del estado. Los arcos no se construyeron necesariamente como entradas, pero, a diferencia de muchos arcos de triunfo modernos, a menudo se erigían a través de las calles y se pretendía que las personas pasaran bajo ellos.
La mayoría de los arcos triunfales romanos se construyeron durante el período imperial. En el siglo IV d. C. había 36 arcos de este tipo en Roma, de los cuales tres han sobrevivido: el Arco de Tito (81 d. C.), el Arco de Septimio Severo (203-205) y el Arco de Constantino (312). Numerosos arcos fueron construidos en otras partes del Imperio romano. El arco único era el más común, pero también se construyeron muchos arcos triples, de los cuales el Arco Triunfal de Orange (circa 21 d. C.) es el ejemplo más antiguo que se conserva. Desde el siglo II d. C., se construyeron muchos de los llamados arcus quadrifrons, que eran arcos cuadrados erigidos sobre un cruce, con aberturas arqueadas en los cuatro lados; esta forma de construcción fue muy popular en el norte de África. La construcción de arcos en Roma e Italia disminuyó después de la época de Trajano (98-117 d. C.), pero se mantuvo generalizada en las provincias durante los siglos segundo y tercero. A menudo se erigían para conmemorar visitas imperiales.

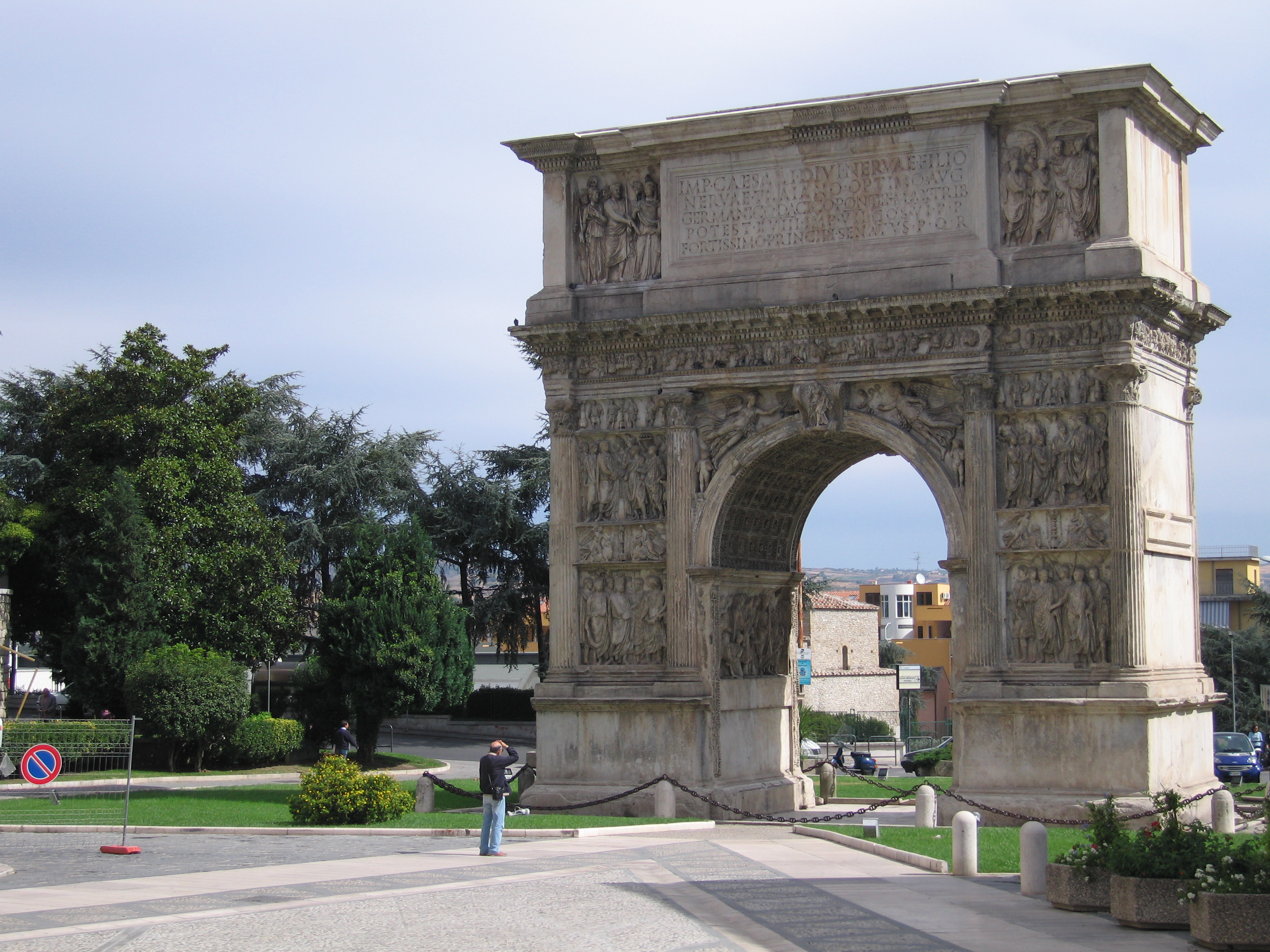
Arco de Trajano en Benevento.

La ornamentación de un arco tenía la intención de servir como un recordatorio visual constante de un triunfo o visita imperial. La fachada estaba ornamentada con columnas de mármol y los muelles y áticos con cornisas decorativas. Los paneles esculpidos representaban victorias y logros, las hazañas del triunfador, las armas capturadas del enemigo o la procesión triunfal en sí. Las enjutas usualmente representaban Victorias aladas, mientras que el ático a menudo estaba inscrito con una inscripción dedicatoria que nombraba y alababa al triunfador. Los muelles y los pasillos internos también estaban decorados con relieves y esculturas independientes. La bóveda estaba adornada con cofres. Algunos arcos triunfales estaban coronados por una estatua o una currus triumphalis, un grupo de estatuas que representaban al emperador o al general en una cuadriga.
Las inscripciones en los arcos triunfales romanos eran obras de arte en sí mismas, con letras muy finamente cortadas, a veces doradas. La forma de cada letra y el espacio entre ellos se diseñaron cuidadosamente para una máxima claridad y simplicidad, sin ningún tipo de florituras decorativas, enfatizando el gusto romano por la moderación y el orden. Esta concepción de lo que más tarde se convirtió en el arte de la tipografía sigue siendo de importancia fundamental hasta nuestros días.

### Obeliscos

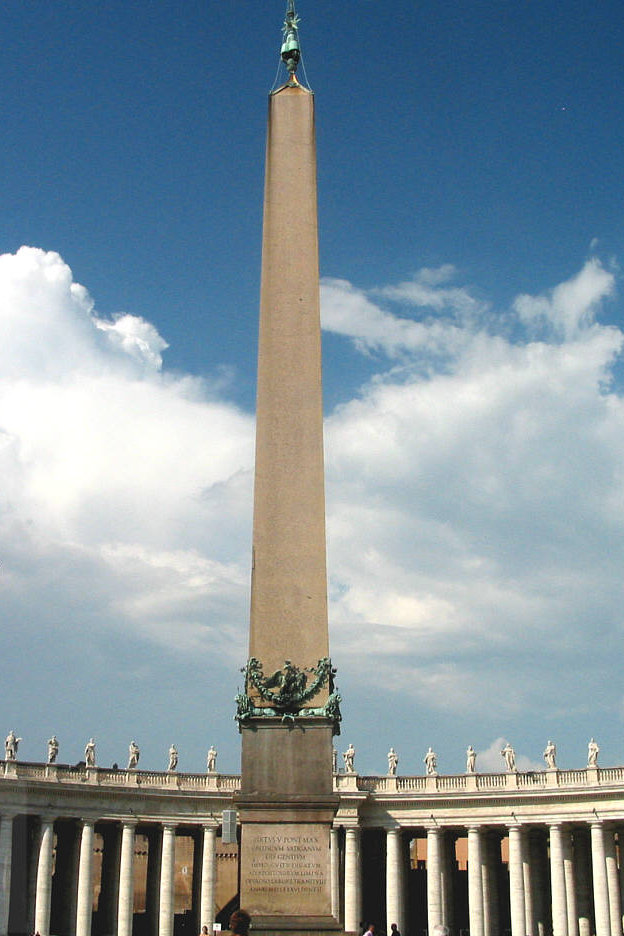
Obelisco Vaticano, erigido en Heliópolis, fue trasladado por orden de Augusto al Foro Juliano de Alejandría en el año 37 d. C. Posteriormente, Calígula ordenó que dicho foro fuera demolido y el obelisco trasladado a Roma. Ocupó el lugar central de Circo Neronis hasta 1586, cuando el papa Sixto V ordenó su traslado al Vaticano.

Un obelisco es un monumento estrecho, de cuatro lados y que termina en forma de pirámide en la parte superior. Estos fueron originalmente llamados tekhenu por los antiguos egipcios. Los griegos que los vieron por primera vez utilizaron la palabra griega obeliskos para describirlos, y esta palabra pasó al latín. Los romanos trasladaron varios obeliscos desde Egipto a Roma y otras ciudades, y en algunas ocasiones encargaron obeliscos construidos en un antiguo estilo egipcio.

## Infraestructura

### Calzadas romanas

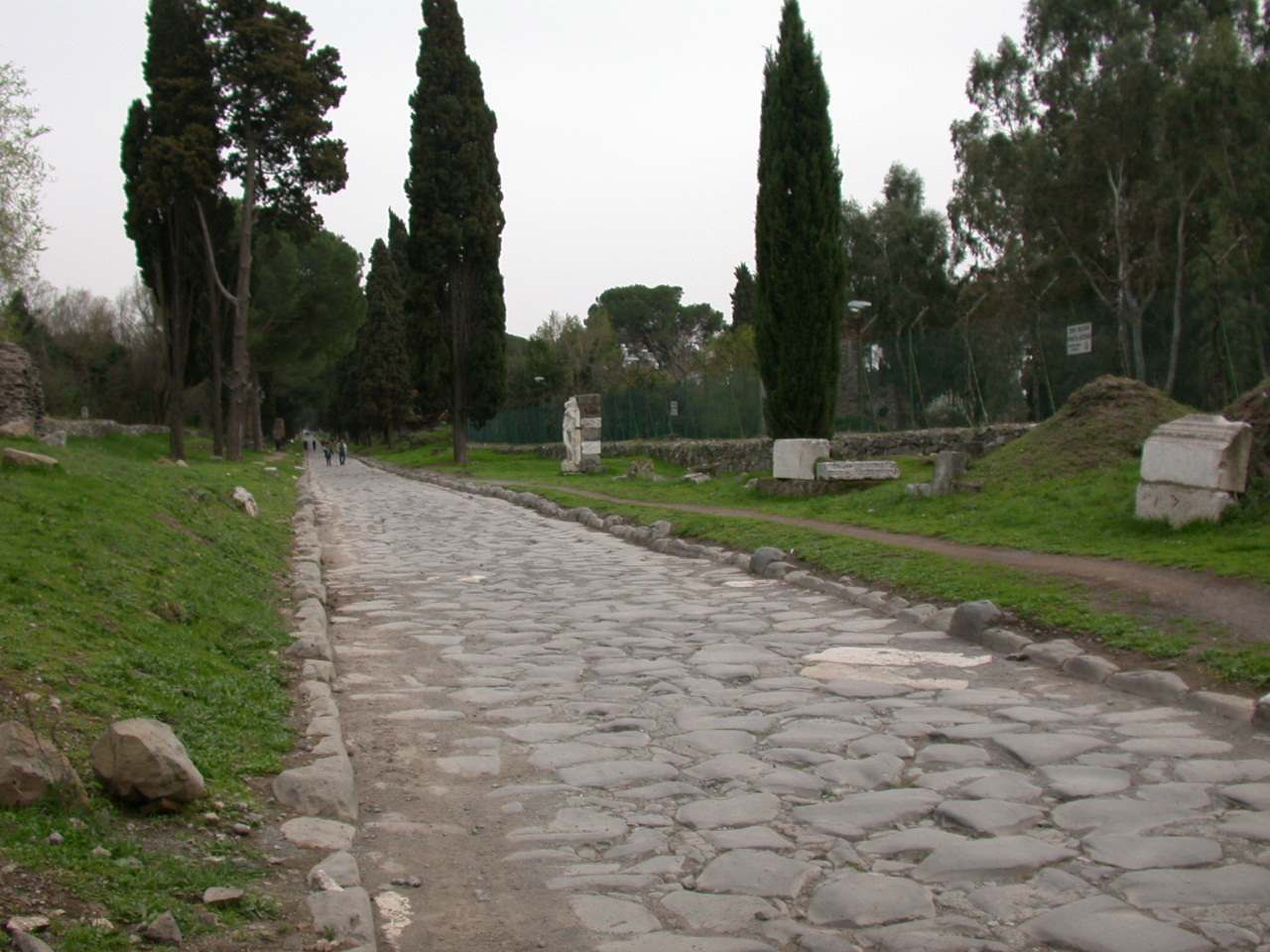
La Vía Apia cerca de Roma.

Las calzadas romanas fueron vitales para el mantenimiento y el desarrollo del estado romano, y se construyeron desde aproximadamente 500 a. C. a través de la expansión y consolidación de la República romana y el Imperio romano. Proporcionaron medios eficientes para el movimiento terrestre de ejércitos, funcionarios y civiles, y el transporte terrestre de comunicaciones oficiales y bienes comerciales. En la cima del desarrollo de Roma, no menos de 29 grandes calzadas militares irradiaban desde la capital, y las 113 provincias del Imperio tardío estaban interconectadas por 372 grandes enlaces viales. El ancho regular de las calzadas se ha medido entre 3.6 pies (1.1 m) y más de 23 pies (7.0 m). Hoy, el concreto se ha desgastado en los espacios alrededor de las piedras, dando la impresión de un camino lleno de baches, pero la práctica original era producir una superficie que sin duda estaba mucho más cerca de ser plana.

### Acueductos
Los romanos construyeron numerosos acueductos para llevar agua de fuentes distantes a sus ciudades y pueblos, suministrando baños públicos, letrinas, fuentes y piscinas privadas. Las aguas residuales fueron eliminadas por complejos sistemas de alcantarillado y liberadas en cuerpos de agua cercanos, manteniendo las ciudades limpias y libres de efluentes. Los acueductos también proporcionaron agua para operaciones mineras, molinos, granjas y jardines.

El Pont du Gard, en Francia, es, junto con el Acueducto de Segovia, uno de los acueductos romanos mejor conservados.

Los acueductos movieron el agua solo por gravedad, construyéndose a lo largo de un ligero gradiente descendente dentro de los conductos de piedra, ladrillo u hormigón. La mayoría fueron enterrados bajo tierra y siguieron sus contornos; los picos de obstrucción se eludieron o, con menos frecuencia, se hicieron túneles. Donde intervenían valles o tierras bajas, el conducto se transportaba en puentes, o su contenido se alimentaba a plomo de alta presión, tuberías de cerámica o piedra, y se sifonaba. La mayoría de los sistemas de acueductos incluían tanques de sedimentación, esclusas y tanques de distribución para regular el suministro que se necesita.
El primer acueducto de Roma suministró una fuente de agua ubicada en el mercado de ganado de la ciudad. En el siglo III d. C. la ciudad tenía once acueductos, lo que sostenía una población de más de un millón de habitantes; la mayor parte del agua abastecía los numerosos baños públicos de la ciudad. Las ciudades y municipios de todo el Imperio romano emularon este modelo y financiaron los acueductos como objetos de interés público y orgullo cívico.
La mayoría de los acueductos romanos demostraron ser confiables y duraderos; algunos se mantuvieron en funcionamiento en la era moderna temprana, e incluso unos pocos todavía están parcialmente funcionales. Vitruvio señala los métodos de levantamiento y construcción de acueductos en su obra De Architectura (siglo I a. C.). Ejemplos notables de arquitectura de acueducto incluyen los muelles de soporte del Acueducto de Segovia y las cisternas alimentadas por acueducto de Constantinopla.

## Otras construcciones
- Sepulcros. Unas veces consistían sencillamente en una estela o cipos funerarios esculpidos o una simple lápida sobre el nicho que guardaba los restos y otras sobre todo durante el Imperio fueron suntuosos mausoleos como la mole Adriana (hoy castillo de Santángelo) y la tumba de Cecilia Metela, en Roma. También llegaron a formarse prolongadas series de sepulcros a lo largo de caminos como es muy de notar en la Vía Apia y verdaderos panteones de familia y enterramientos subterráneos con nichos agrupados o en filas que se llamaban columbarios conteniendo cada uno de éstos la urna cineraria de barro cocido o de piedra con relieves y con la inscripción correspondiente.

## Arquitectos
- Vitrubio, arquitecto y tratadista que vivió en tiempos de Augusto. Fue autor de un tratado dividido en diez libros titulado De architectura.
- Rabirio. Arquitecto de tiempos de Domiciano que fue elogiado por Marcial por sus virtudes como persona y habilidades como artista.[15] Algunos autores le atribuyen el proyecto del palacio de Domiciano.

## Influencia posterior

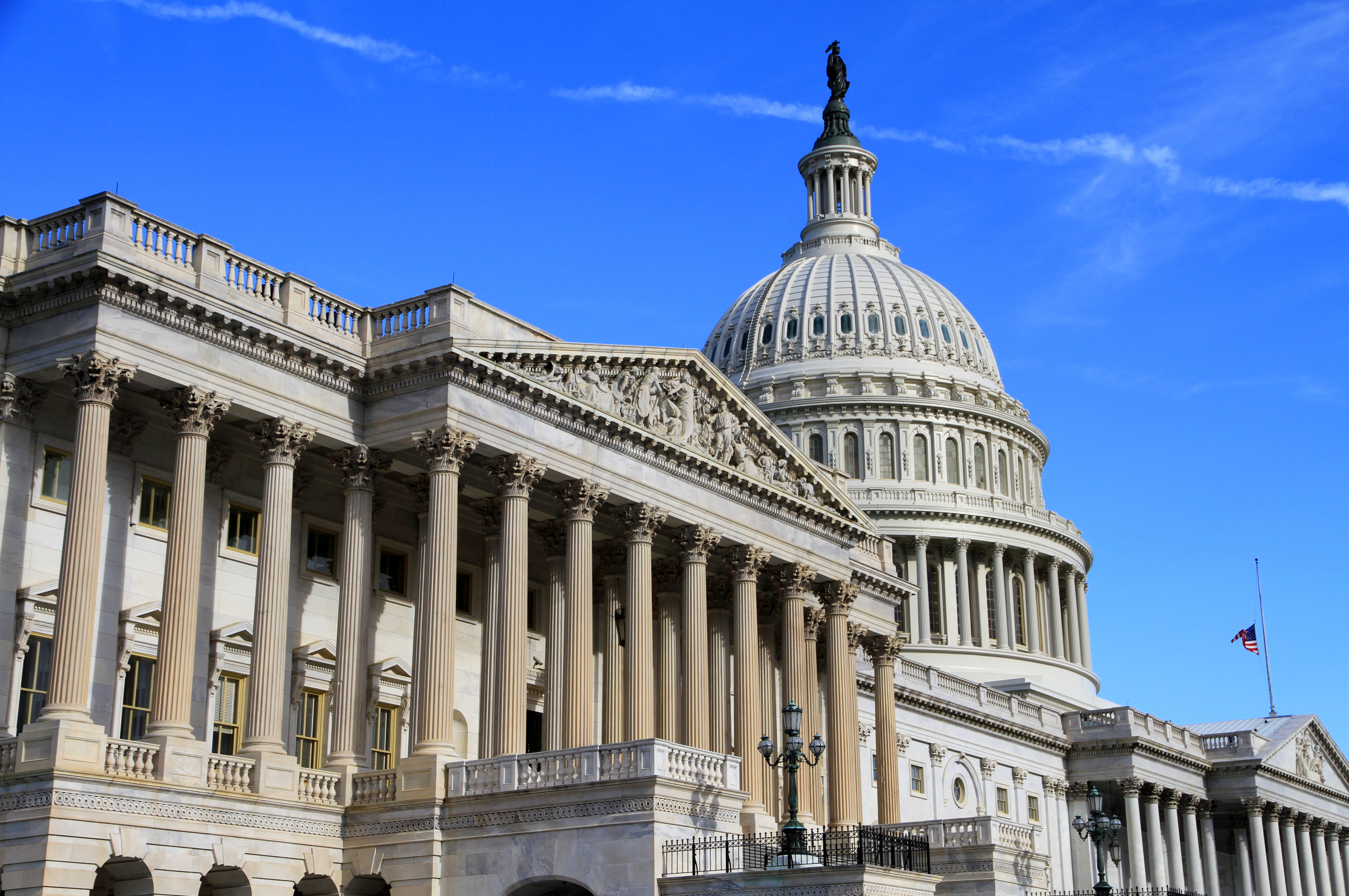
Capitolio de los Estados Unidos.

Arco del Triunfo de París.

La arquitectura romana proporcionó la influencia básica para el desarrollo de la arquitectura prerrománica y románica, y se extendió a través de la Europa cristiana más allá de las antiguas fronteras del Imperio, a Irlanda y Escandinavia, por ejemplo. En Oriente, la arquitectura bizantina desarrolló nuevos estilos de iglesias, pero la mayoría de los otros edificios permanecieron muy cerca de las formas romanas tardías. Lo mismo puede decirse a su vez de la arquitectura islámica , donde las formas romanas continuaron durante mucho tiempo, especialmente en edificios privados, como casas y baños, y en la ingeniería civil, como fortificaciones y puentes.
En Europa, con el Renacimiento italiano se vio un resurgimiento consciente de los estilos clásicos correctos, inicialmente puramente basados en ejemplos romanos. El arquitecto y tratadista romano Vitruvio fue respetuosamente reinterpretado por una serie de teóricos, y los órdenes toscano y compuesto se formalizaron por primera vez, para crear cinco órdenes en lugar de tres. Después de la extravagancia de la arquitectura barroca, la arquitectura neoclásica del siglo XVIII revivió las versiones más puras del estilo clásico y, por primera vez, añadió una influencia directa del mundo griego.
Se desarrollaron numerosos estilos clásicos locales, como la arquitectura palladiana, la arquitectura georgiana y el Estilo Regencia, la arquitectura federal en los Estados Unidos y la arquitectura republicana en Hispanoamérica.